# Вильнюс

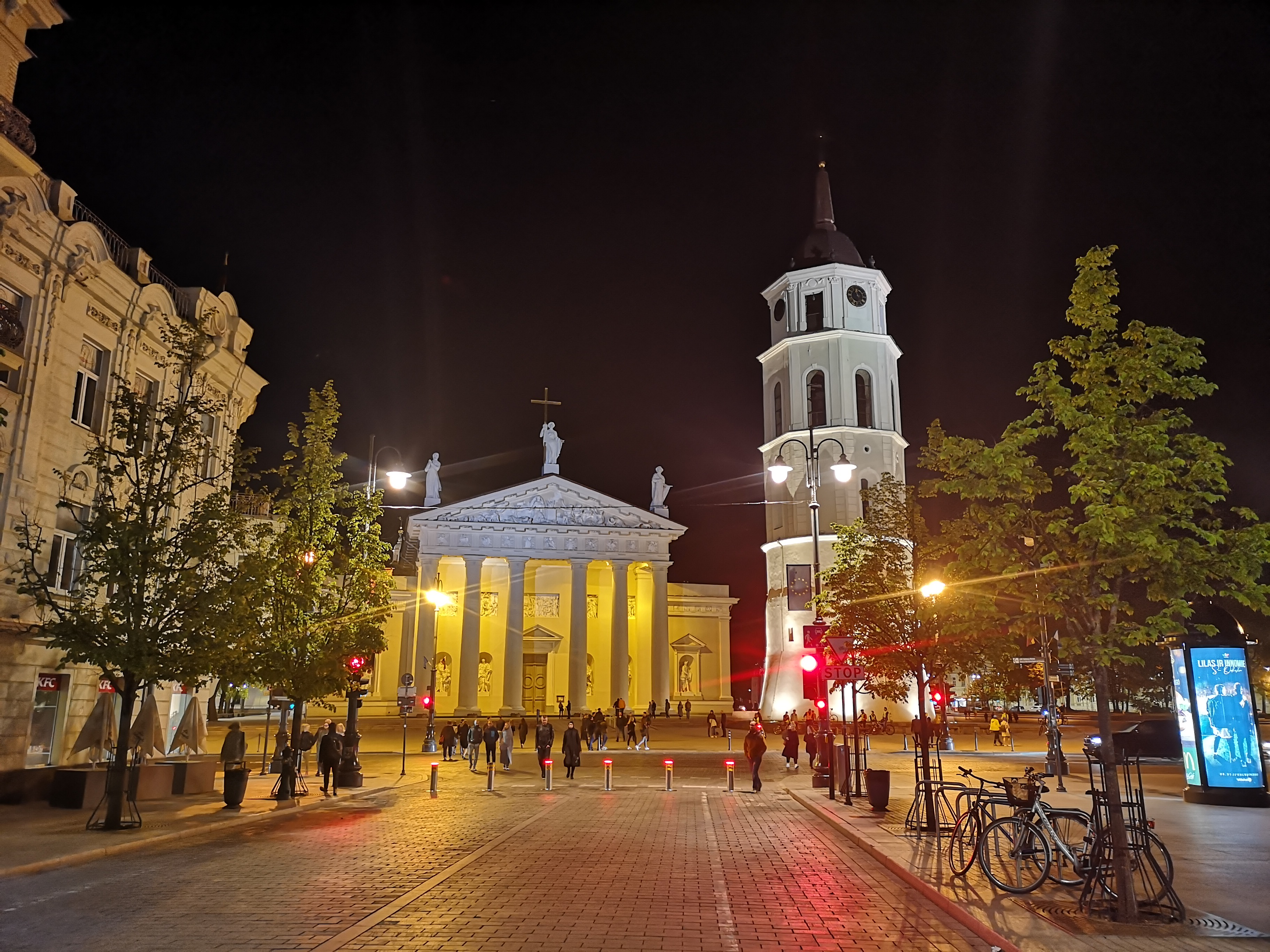
Центр Вильнюса

Ви́льнюс (лит. Vilnius [ˈvʲɪlʲnʲʊs]о файле, до 1918 года — Ви́льна (бел. Вільня), в 1919—1939 годах — Ви́льно (пол. Wilno) — столица и крупнейший город Литвы и Прибалтики в целом. Административный центр Вильнюсского уезда, Вильнюсского городского самоуправления и Вильнюсского районного самоуправления, в состав которого не входит.
Расположен на крайнем юго-востоке Литвы, при впадении реки Вильни (отсюда, предположительно, название города) в реку Нярис; в 34 км от границы с Беларусью. Главный политический, экономический и культурный центр Литвы. Вильнюс производит до трети ВВП страны (весь Вильнюсский уезд производил 38 % ВВП Литвы).
Постоянное население города на 2025 год — 607 667 человек, или около 22 % населения страны; таким образом, это крупнейший город Прибалтики по населению. Этнический состав населения, согласно переписи 2021 года: литовцы — 67,1 %, поляки — 15,4 %, русские — 9,7 %, белорусы — 2,7 %, украинцы — 0,8 %, другие — 1 %, нет данных — 3,3 %.
Впервые упоминается в 1323 году как столица великого князя Литовского Гедимина. На протяжении веков — главный город Великого княжества Литовского (ВКЛ), а с 1569 года — и один из крупнейших городов Речи Посполитой.
После третьего раздела Речи Посполитой в 1795 году вошёл в состав России, где до 1918 года носил название Вильна. С 1922 по 1939 год под названием Вильно входил в состав Польши. С 1939 года стал столицей Литовской Республики (впоследствии Литовской ССР) под названием Вильнюс.
В городе есть остатки средневековых построек, церкви в стилях барокко и классицизма. Во время Второй мировой войны Вильнюс был частично разрушен. Его исторический центр внесён в список Всемирного наследия ЮНЕСКО.
69 % площади города занято зелёными насаждениями (19-е место в рейтинге самых зелёных городов планеты (2023)).

## Этимология

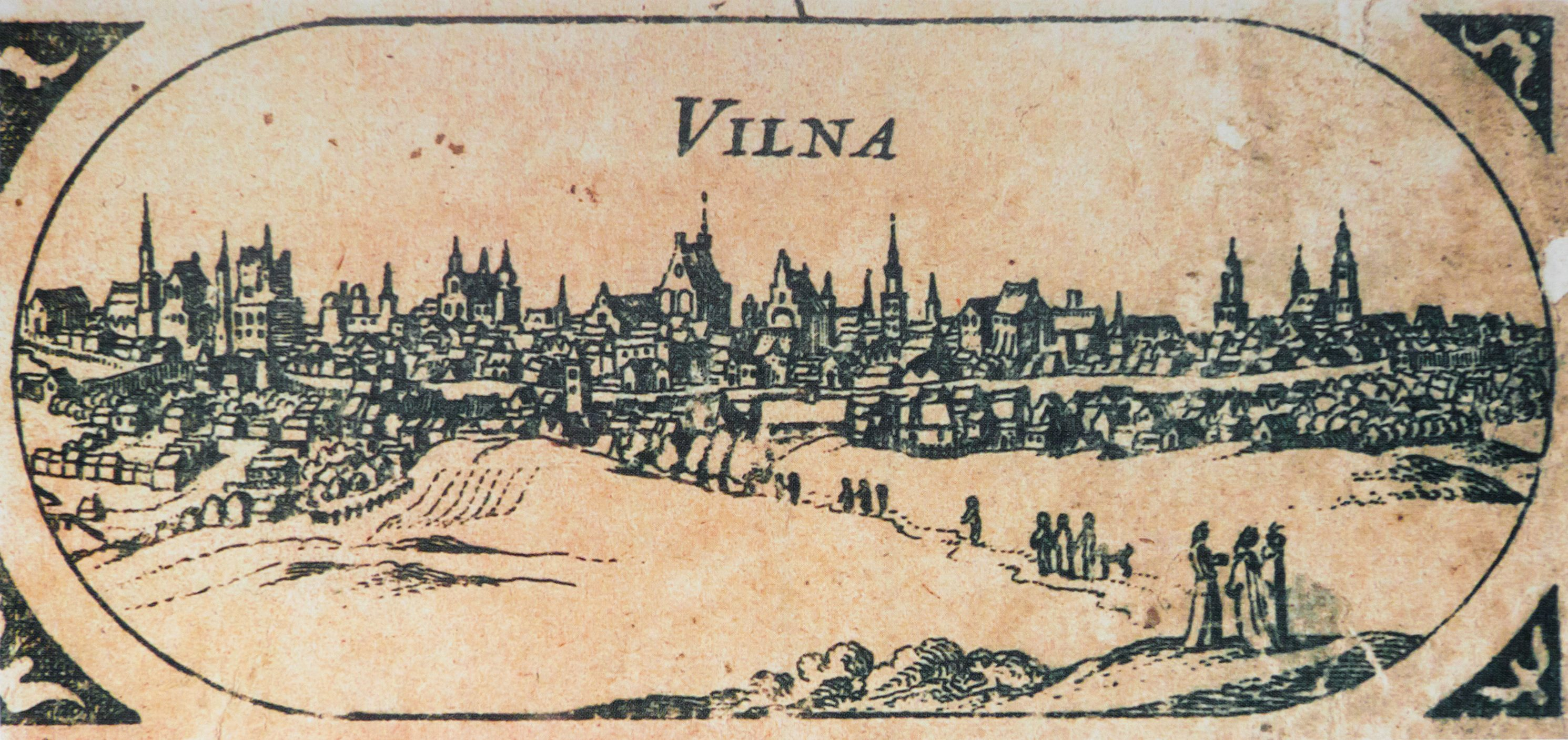
Вильна, гравюра XVII века

В силу своего многонационального и многокультурного характера город известен под различными названиями. В литовском языке исторически и в современности город называется Вильнюс (лит. Vilnius).
Относительно происхождения названия города существуют разные мнения. Абсолютное большинство историков и языковедов считают, что более древняя форма наименования города (Vilnia) и его западнорусский эквивалент (Вильна) происходят от названия речки Вильни, левого притока Вилии (Neris, в письменных источниках XIII—XIV вв. — Nerge, Велья), название которого связывают с аукштайтским vilnis «волна».
Другая версия исходит из того, что первичным является гидроним Вилия, который, по одной из версий, происходит от славянского «велья», что значит «большая», хоть само толкование этимологии реки не столь однозначное и частью исследователей выводится из литовского vėlė («души умерших») или velnias (велняс — «чёрт», «дьявол»), что свидетельствовало бы о сакральном значении реки у языческого балтского населения археологической культуры восточнолитовских курганов.
В древнейших письменных источниках на латинском и западнорусском языках до конца XVI века господствуют формы Вильня, Вильна, Wilna, Vilna (в письмах Гедимина 1323 года in civitate nostra regia Vilna) и т. п. (в латыни все названия городов женского рода). В памятниках письменности с конца XVI века употребляются формы Wilno, Vilno, ווילנע (Вилнэ). Около того же времени в памятниках литовской письменности (в постилле Даукши, изданиях уроженца города, первопечатника Йокубаса Моркунаса, в «Грамматике» Клейна) записывается литовское название города: Vilnius.
После польского восстания 1830 года и особенно после польского восстания 1863 года, написанию придавалось политическое значение: форма Вильна (сохранялась до 1918 года) считалась русской, а в написании Вильно усматривалось утверждение «польского» характера города.

## Физико-географическая характеристика

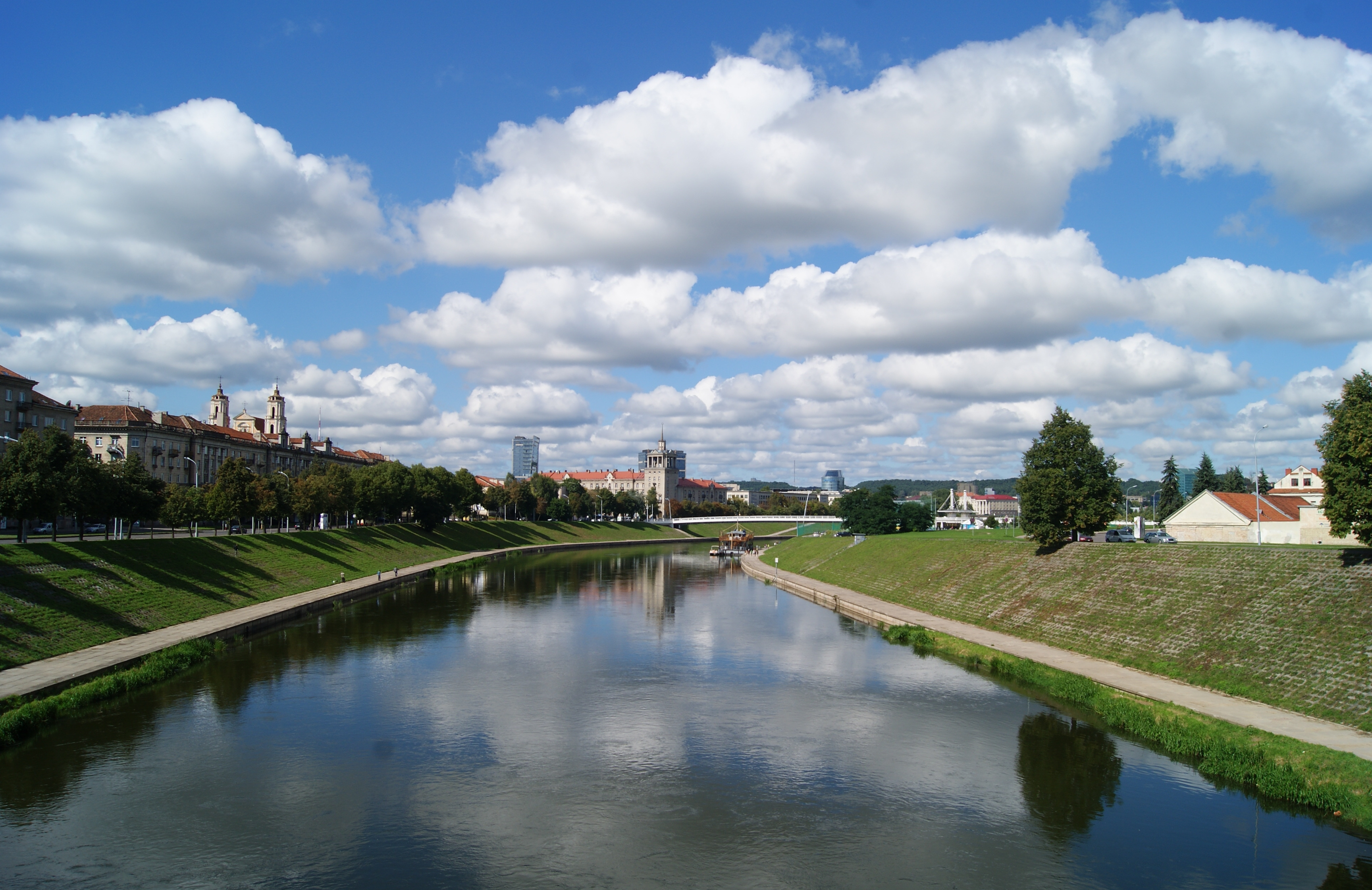
Река Нярис

Вильнюс расположен на юго-востоке Литвы, в приблизительно 35 километрах от границы с Беларусью, при слиянии рек Нярис (в Беларуси называется Вилия) и Вильня.
Площадь города — 401 км²,

20,2 % общей площади застроено, а зелёные массивы занимают 43,9 % территории.
Вильнюс расположен на территории этнографического региона Дзукия.
По расчётам французского Национального института географии, проведённым в 1989 году, в 26 километрах к северу от Вильнюса, в деревне Пурнушкес находится географический центр Европы. Вскоре после этого на пересечении двух линий, связывающих Гибралтар с Уралом и норвежский мыс Нордкап с греческим островом Крит, был установлен памятный знак. Тем не менее в 2004 году французские исследователи уточнили свои измерения, и определили, что географический центр находится немного юго-восточнее, на лесной дороге.

### Климат

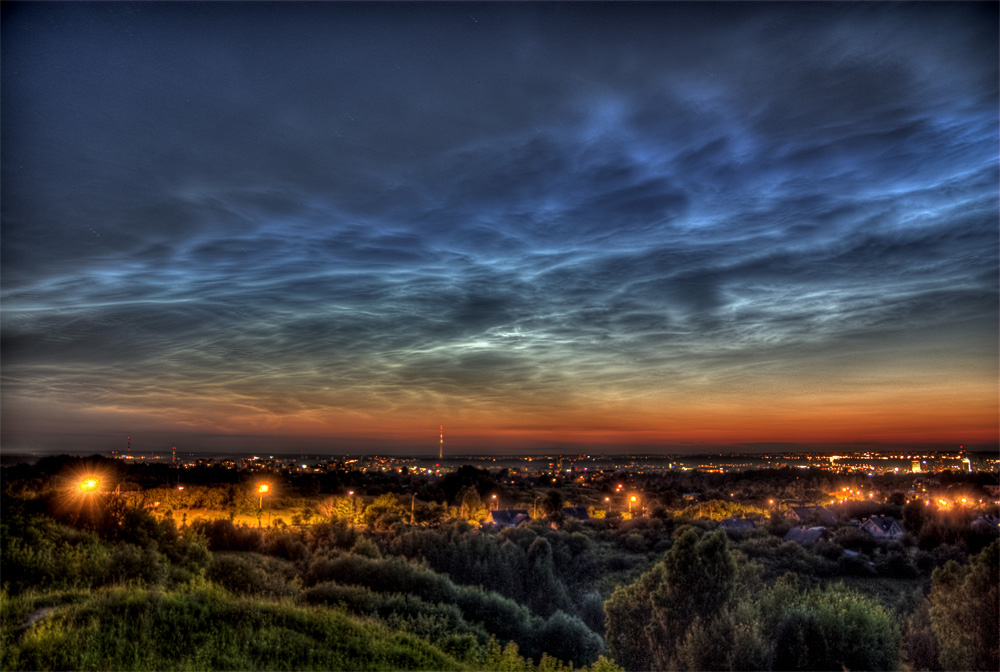
Закат

Климат Вильнюса является умеренно континентальным, с чертами морского, что связано с сильным влиянием Балтийского моря.
Большую часть года доминирует пасмурная погода. Осадков в среднем многолетнем выпадает 688 мм в год, максимум — в июле. Зима в Вильнюсе относительно мягкая и снежная, лето короткое и прохладное. Весна и осень весьма затяжные. Сильная жара в летний период и трескучие морозы зимой бывают, но редко.
- Среднегодовая температура — +7,2 °C
- Среднегодовая влажность воздуха — 80 %.
- Среднегодовая скорость ветра — 3,9 м/c.

| Показатель                    | Янв.  | Фев.  | Март  | Апр.  | Май  | Июнь | Июль | Авг. | Сен. | Окт.  | Нояб. | Дек.  | Год   |
| ----------------------------- | ----- | ----- | ----- | ----- | ---- | ---- | ---- | ---- | ---- | ----- | ----- | ----- | ----- |
| Абсолютный максимум, °C       | 10,9  | 13,5  | 19,5  | 29,0  | 31,8 | 34,2 | 35,4 | 34,9 | 33,1 | 24,5  | 15,5  | 10,5  | 35,4  |
| Средний суточный максимум, °C | −1,5  | −0,3  | 4,6   | 12,7  | 18,5 | 21,7 | 23,7 | 23,2 | 17,5 | 10,3  | 4,0   | 0,0   | 11,2  |
| Средняя температура, °C       | −3,7  | −3,1  | 0,7   | 7,4   | 12,9 | 16,3 | 18,4 | 17,6 | 12,6 | 6,8   | 1,9   | −2    | 7,2   |
| Средний суточный минимум, °C  | −5,9  | −5,6  | −2,6  | 2,6   | 7,6  | 11,2 | 13,5 | 12,8 | 8,6  | 3,9   | 0,0   | −4    | 3,5   |
| Абсолютный минимум, °C        | −37,2 | −35,8 | −29,6 | −14,4 | −3,8 | 0,0  | 3,5  | 1,0  | −4,4 | −13,9 | −22,8 | −30,5 | −37,2 |
| Норма осадков, мм             | 47    | 41    | 41    | 44    | 56   | 64   | 91   | 77   | 56   | 59    | 47    | 50    | 673   |
| Источник: «Погода и климат»   |       |       |       |       |      |      |      |      |      |       |       |       |       |

## История

### Основание города

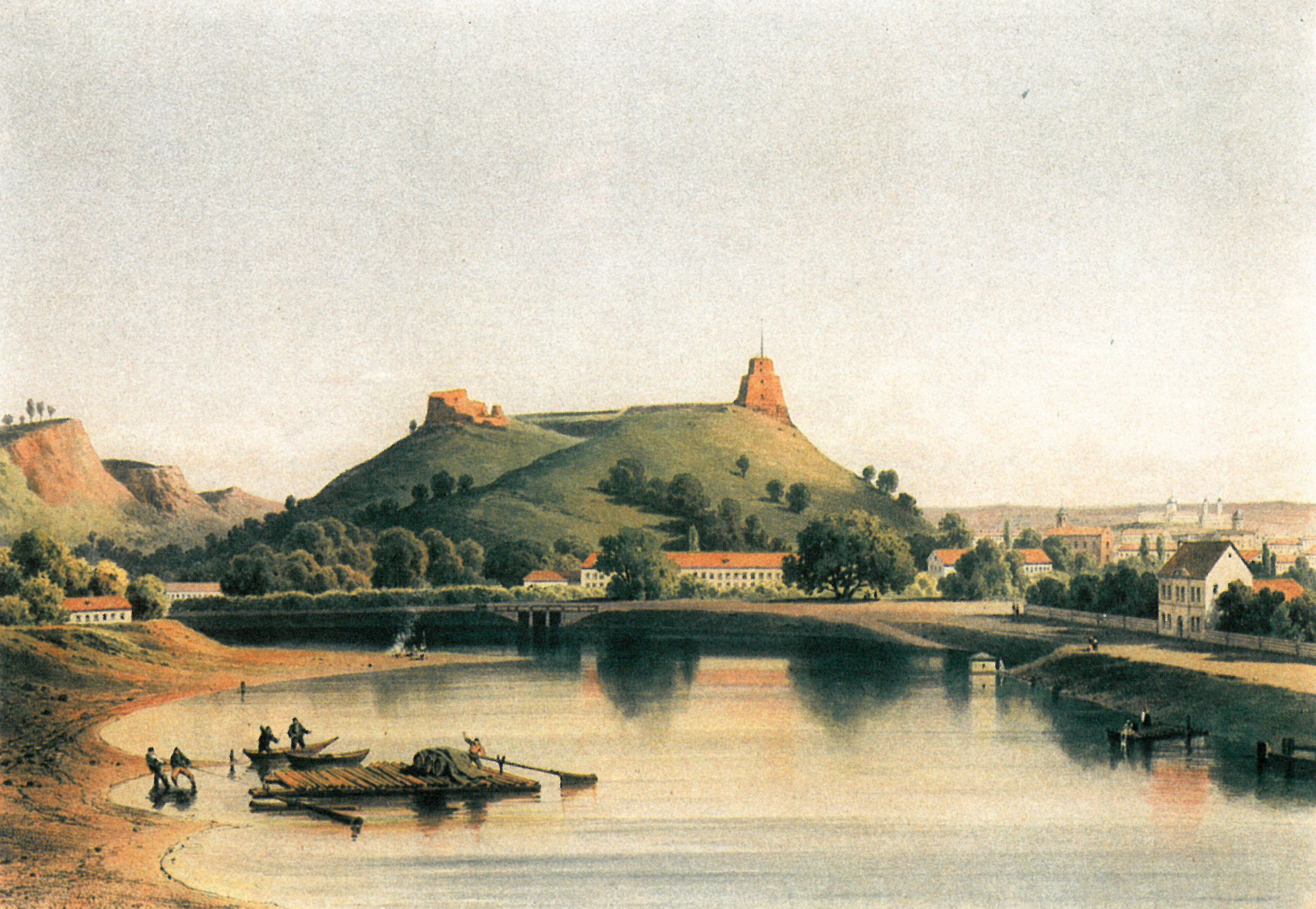
Гора Гедимина на картине 1870 года

Древнейшие поселения на современной территории Вильнюса, как свидетельствуют археологические находки в различных частях города, относятся к эпохе мезолита.
Город расположен на территории, входившей в раннесредневековую дофеодальную культуру восточнолитовских курганов балтов. На территории города находится более десяти курганов.
По преданиям, зафиксированным в летописях, мифический литовский князь Свинторог облюбовал место при впадении реки Вильни в Нярис для своего погребения. Он наказал сыну после своей смерти сжечь в устье Вильни его тело и впредь здесь совершать ритуальные трупосожжения. Место получило название долины Святого Рога (долина Швянтарагиса).
По легенде, спустя годы великий князь литовский Гедимин отправился из Старых Трок на охоту в окружавшие долину Святого Рога леса. После удачной охоты Гедимин остался ночевать на Святом Роге. Во сне он увидел огромного железного волка на горе, который выл, как сотня волков. На утро князь попросил жреца Лиздейку растолковать сон. Лиздейка объяснил, что волк означает замок и город, который здесь заложит правитель. Город станет столицей всех литовских земель, а вой волков означает славу, которая распространится по всему миру благодаря достоинствам жителей города.
В письменных источниках город впервые упоминается в первой четверти XIV века, когда он стал резиденцией великих князей литовских и столицей Великого княжества Литовского: в письме на латинском языке, датированном 25 января 1323 года Гедимин назвал Вильну своим стольным городом.

### Великое княжество Литовское и Речь Посполитая

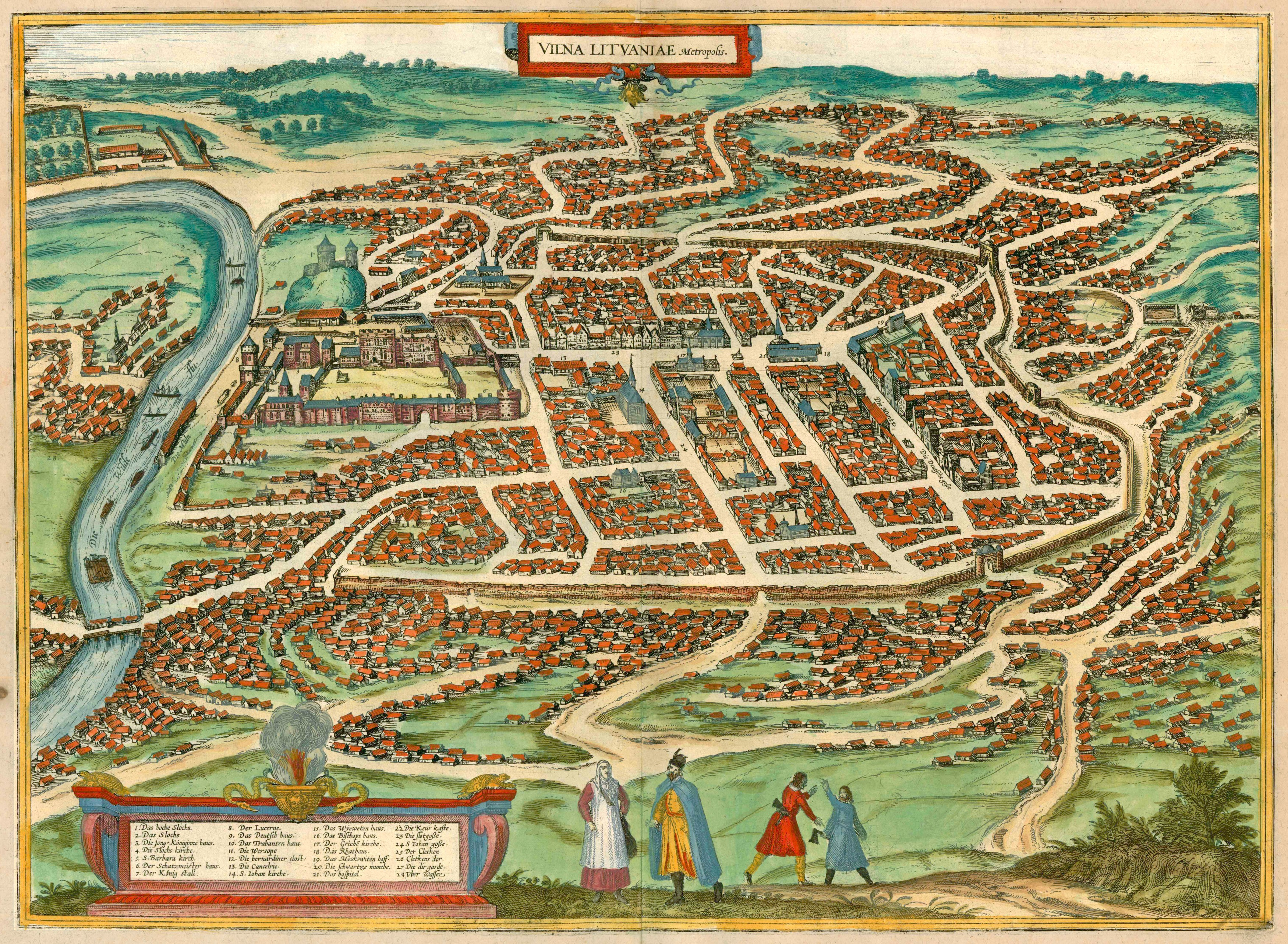
План Вильны, 1599 год

В 1387 году польский король и литовский великий князь Ягайло пожаловал Вильне магдебургское право. В 1503—1522 годах город был окружён городской стеной с девятью воротами и тремя башнями. Вершины развития Вильна достигла в правление короля польского и великого князя литовского Сигизмунда Старого, обосновавшегося здесь со своим двором в 1544 году. В дальнейшем город постоянно рос и развивался. В 1579 году королём Польши Стефаном Баторием в городе была основана Академия Общества Иисуса (иезуитов), которая позднее стала Виленским университетом. Таким образом, Вильна стала первым университетским городом Великого княжества Литовского и его крупным научным и культурным центром.
Ущерб городу наносили разрушительные пожары 1610, 1737, 1748, 1749 годов и эпидемии.
В ходе русско-польской войны 1654—1667 город взяли запорожские казаки Ивана Золотаренко и русские войска царя Алексея Михайловича, они разграбили и уничтожили значительную часть населения (резня продолжалась три дня, было убито более 25 тысяч жителей в один день, по другим сведениям до двадцати тысяч жителей или до трети жителей); разрушения довершил длившийся 17 дней пожар.
В 1655 дубровницкий дворянин Франциск Гундулич, который входил в состав австрийского посольства, записал в своём дневнике: «8-го августа мы прибыли в Вильну. До войны этот город славился своим обширным предместьем и прекрасными каменными зданиями и церквами, а теперь всё лежит в пепле и развалинах».
В эти годы город серьёзно пострадал также от эпидемии чумы, охватившей почти всю Восточную Европу. После полуторагодичной осады русского гарнизона, Вильна с осени 1661 года вновь в составе Речи Посполитой.
В XVIII веке усилилась языковая полонизация города, оттеснившая ранее преобладавшие белорусский и литовский языки. Росла численность еврейской общины города и её доля в общем населении. В 1769 году было основано кладбище Расу (Росса) — старейший некрополь Вильны. В 1793 году город заняли русские войска. В 1794 году Вильна стала центром восстания Тадеуша Костюшко. После третьего раздела Речи Посполитой в 1795 году Вильна вошла в состав Российской империи.

### Российская империя

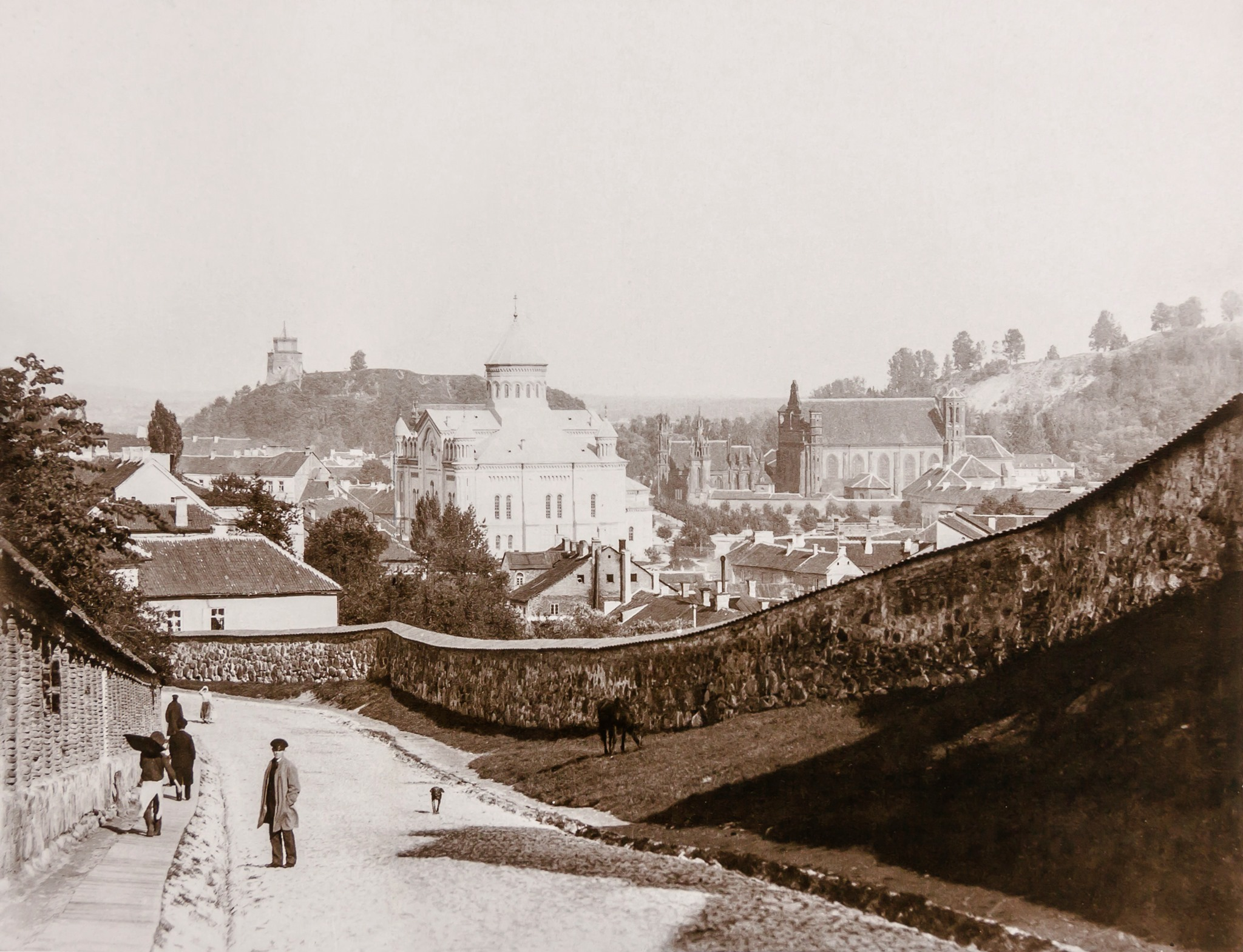
Вильна в 1896 году

Вильна стала административным центром Виленской (1795—1797), затем Литовской (1797—1801), Литовско-Виленской (1801—1840), а с 1840 года — вновь Виленской губернии, входившей в неформальный Северо-Западный край Российской империи. К ведению виленского военного губернатора (генерал-губернатора) относились также Ковенская, Гродненская и, в разное время, другие губернии.

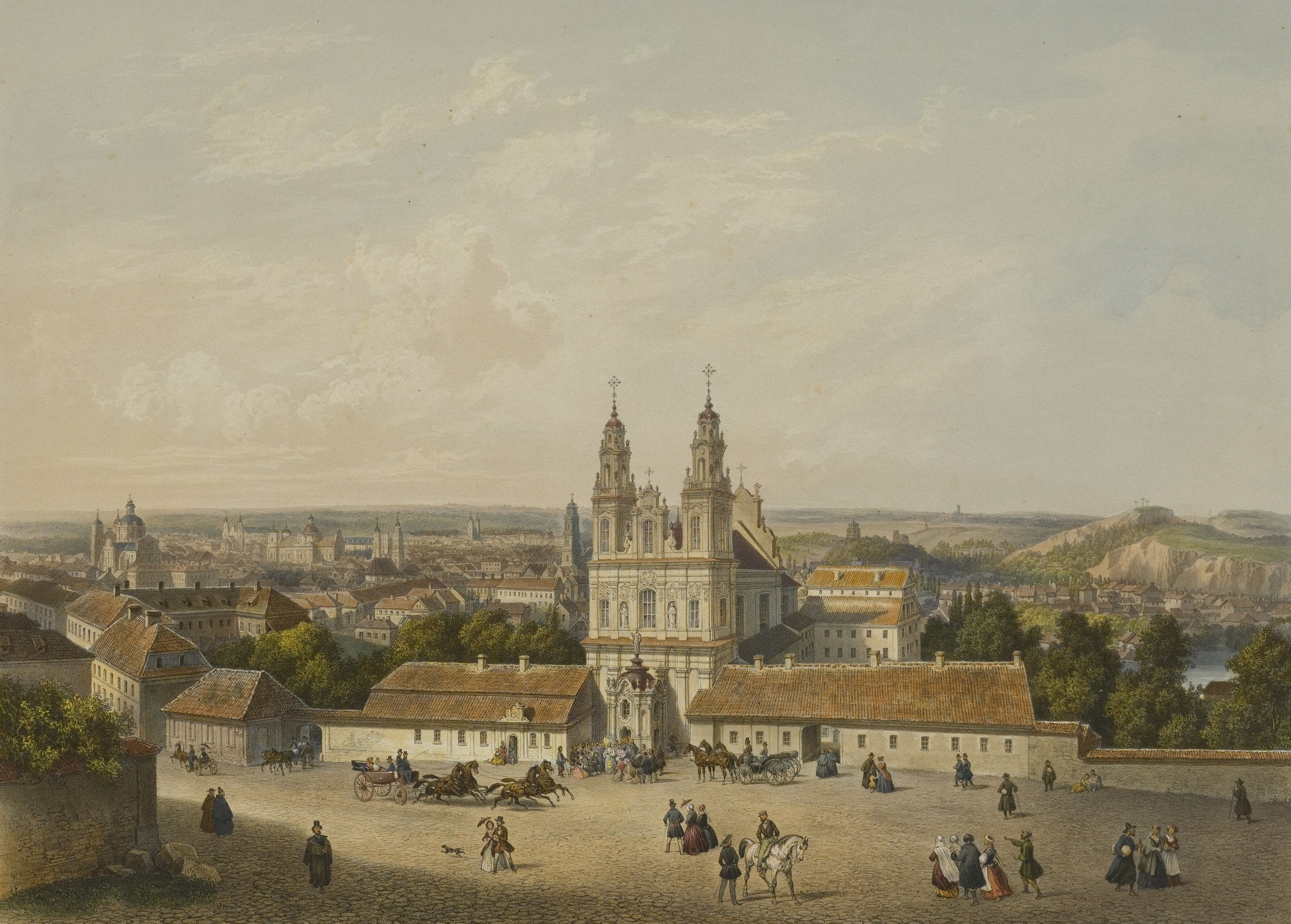
Костёл Вознесения Господня в Вильне. Картина Зигмунта Фогеля, начало XIX века

В 1799—1805 годах были разрушены городские стены. Сохранились отдельные фрагменты и Острая брама с часовней и чудотворной иконой Остробрамской Божией Матери. В апреле 1803 года императором Александром I был учреждён императорский Виленский университет. Летом 1812 года город заняли французские войска Наполеона. Остатки разбитой великой армии отступали на родину также через Вильну. Улицы и окрестности были усеяны горами трупов замёрзших, умерших от голода и болезней солдат; захоронены они были лишь несколько месяцев спустя.
После польского восстания 1830—31 гг. Виленский университет в 1832 году был закрыт. В 1860 году город стал крупным железнодорожным узлом: через Вильну проходила Петербургско-Варшавская железная дорога. Город не затронули бои польского восстания 1863 года, но после его подавления генералом Муравьёвым были приняты меры по искоренению польской культуры и приданию Вильне русского характера, для чего были заново отстроены пришедшие в упадок православные храмы. Для Вильны того времени было характерно сосуществование крупных польской, еврейской, русской и нескольких мелких национальных общин. Литовцы составляли лишь несколько процентов населения города. Белорусы-католики тяготели в основном к польской общине, православные белорусы — к русской.
На рубеже XIX и XX веков Вильна стала центром культурного и политического возрождения литовской государственности и белорусского национального движения. После отмены запрета печати на литовском языке латиницей в 1904 году в Вильне стала издаваться первая газета на литовском языке на территории Литвы «Вильняус жинёс». В 1905 году состоялся Великий Вильнюсский сейм — съезд представителей литовского народа, сформулировавший требования политической автономии Литвы. В 1906 году в городе начала выходить первая белорусская газета «Наша нива». Однако большинство периодических изданий Вильны выходило на польском и русском языках.

### Первая мировая и Гражданская войны

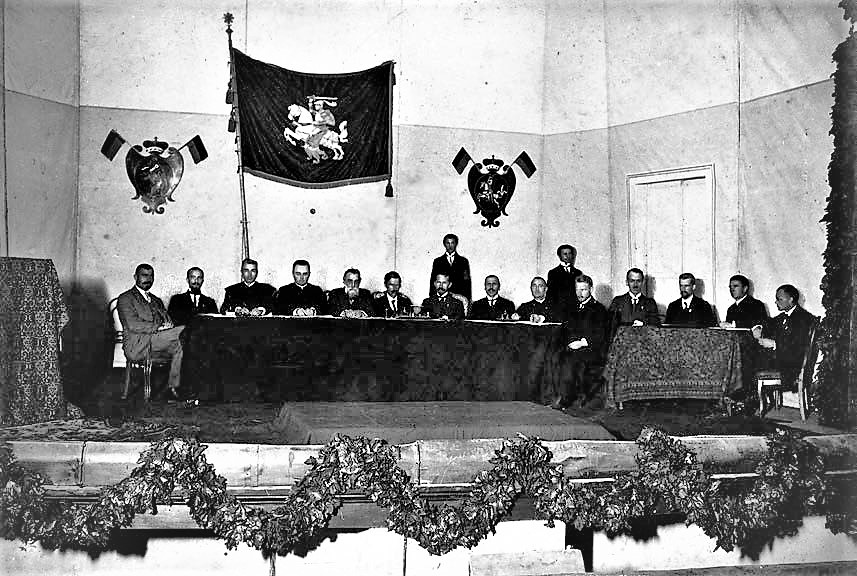
Вильнюсская конференция, положившая начало созданию литовского государства

Перед войной у города Вильны дислоцировалась 27-я пехотная дивизия русской армии. 14 августа 1914 года, с началом мобилизации, 27-я пехотная дивизия покинула окрестности города и была направлена к границе с Восточной Пруссией в район Симно.
В 1915—1918 годах город оккупирован немецкими войсками. 16 февраля 1918 года в городе, провозглашённом столицей Литвы, был подписан акт о независимости Литвы, 11 июля провозглашено Королевство Литва, на королевский престол решили пригласить немецкого принца Вильгельма фон Ураха, который должен был короноваться под тронным именем Миндовг II, но тот так и не прибыл в Литву и, в связи с капитуляцией Германии, 2 ноября 1918 года приглашение Вильгельму было отозвано, а монархия упразднена.
После того, как 31 декабря 1918 года немецкая армия оставила город, 1—5 января 1919 года город был в руках местных формирований польской самообороны. 5 января 1919 года его заняла Красная армия. В Вильно из Двинска переехало советское Временное революционное рабоче-крестьянское правительство во главе с В. Мицкявичюсом-Капсукасом. На Первом съезде Советов Литвы 18—20 февраля принята Декларация об объединении Советской Литвы и Советской Белоруссии. 27 февраля провозглашено образование Литовско-Белорусской Советской Социалистической Республики (Литбел). В ходе советско-польской войны 19 апреля 1919 года город заняли польские части, 20 июля 1920 года — части Красной армии. Вскоре после поражения в битве за Варшаву отступающая Красная армия передала город Литве в соответствии с подписанным 12 июля 1920 года договором между Советской Россией и Литовской Республикой. Польша также признала суверенитет Литвы над Вильно и Виленским краем по Сувалкскому договору, подписанному 7 октября 1920 года. Однако уже 9 октября 1920 года дивизия польского генерала Л. Желиговского с негласной санкции Ю. Пилсудского заняла Вильно и часть современных Литвы и Белоруссии. В 1920—1922 годах Вильно был провозглашено столицей марионеточного государственного образования Срединная Литва, фактически подконтрольного Польше.

### Вильно в составе Польской Республики

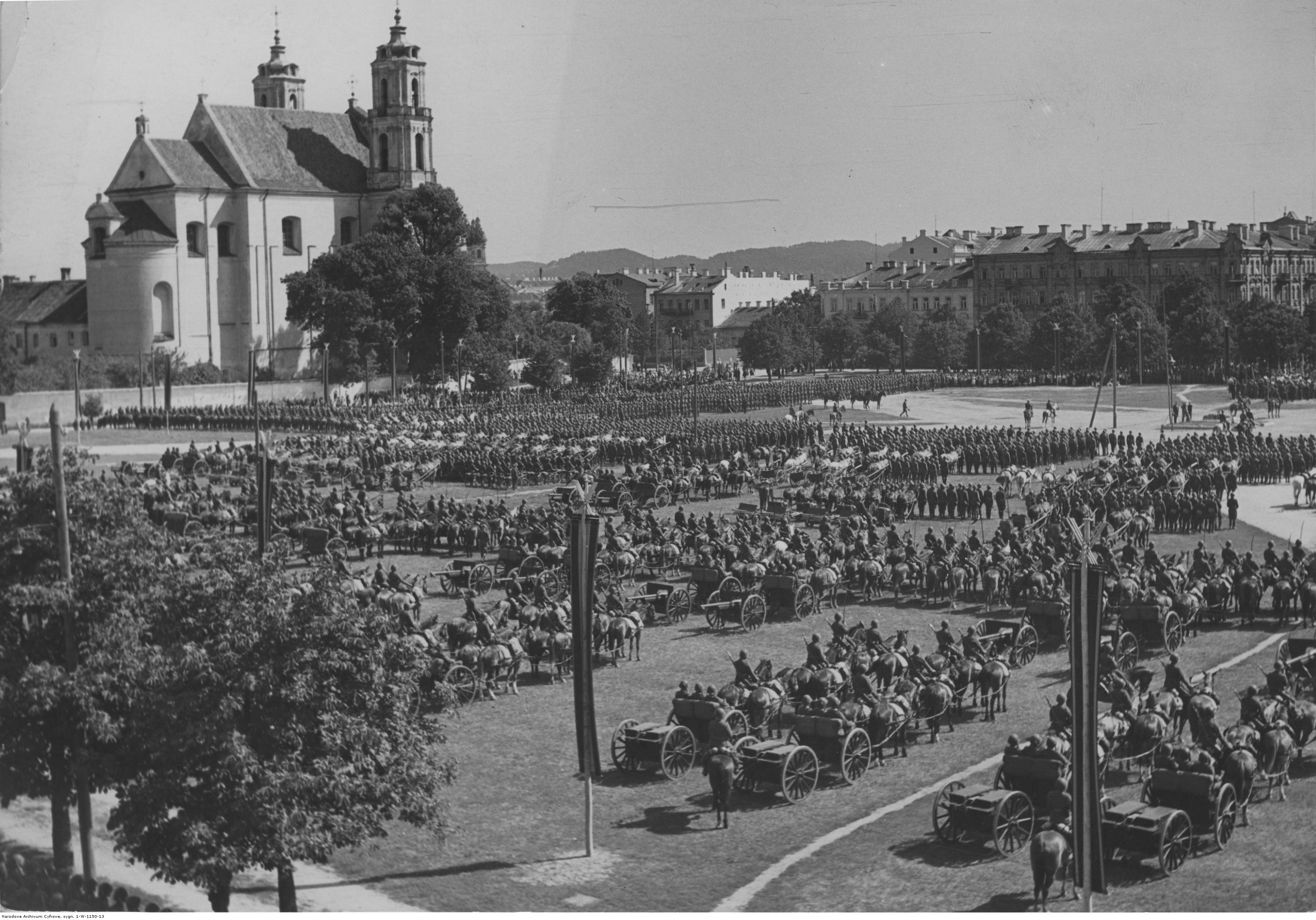
Солдаты польской армии на Лукишской площади, 1939 год

20 февраля 1922 года Виленский сейм принял постановление о присоединении города и Виленского края к Польше. На территории бывшей Срединной Литвы и части прилегающей западнобелорусской территории было сформировано Виленское воеводство. Однако во Временной конституции Литвы (1918), в конституциях 1928 и 1938 годов город декларировался как столица Литвы, при этом «временной столицей» Литвы официально был город Каунас. Антанта сочла адекватной компенсацией за потерю Виленской области юридическую передачу Литве в 1923 году отобранного у Германии Клайпедского (Мемельского) края.
Польские власти подавляли деятельность литовского национального движения. Большинство литовской национальной интеллигенции уехало из города. Единственным храмом, где проводились богослужения на литовском языке (c 1901 года), был костёл Святого Николая. Согласно проведённой польскими властями переписи населения в 1931 году в городе было 195 тыс. жителей, из них 129 тыс. поляков, 55 тыс. евреев, 7 тыс. русских, 1,7 тыс. белорусов и 1,6 тыс. литовцев.

### Передача города Литве
В условиях начавшейся Второй мировой войны 19 сентября 1939 года город Вильно и его окрестности заняла Красная армия. 3 октября 1939 года в Москву прибыл министр иностранных дел Литвы Ю. Урбшис и вечером того же дня советская сторона предложила Вильно Литве (это было предусмотрено секретным дополнительным протоколом к Договору о ненападении между Германией и СССР), возвращение города советская сторона обуславливала заключением советско-литовского трактата о взаимной помощи. 10 октября 1939 года в Москве был подписан Договор о передаче Литовской республике города Вильно и Виленской области и о взаимопомощи между Советским Союзом и Литвой. Перед возвращением города Литве, продолжался поспешный массовый вывоз ценностей в СССР. 22 октября 1939 года в Вильно прибыли первые литовские полицейские, 27 октября в город вошли части литовской армии, а 28 октября церемония встречи литовских войск была проведена официально, с поднятием на башне Гедимина флага Литвы. Часть местного польского населения приход литовской администрации встретила враждебно, что вылилось в массовые беспорядки, продолжавшиеся с 31 октября до 2 ноября, после которых политика литуанизации лишь ужесточилась. 3 августа 1940 года Литва была присоединена к СССР, а Вильнюс стал столицей Литовской Советской Социалистической Республики (фактически столица была перенесена в Вильнюс только в конце 1940-х годов).

### Великая Отечественная война

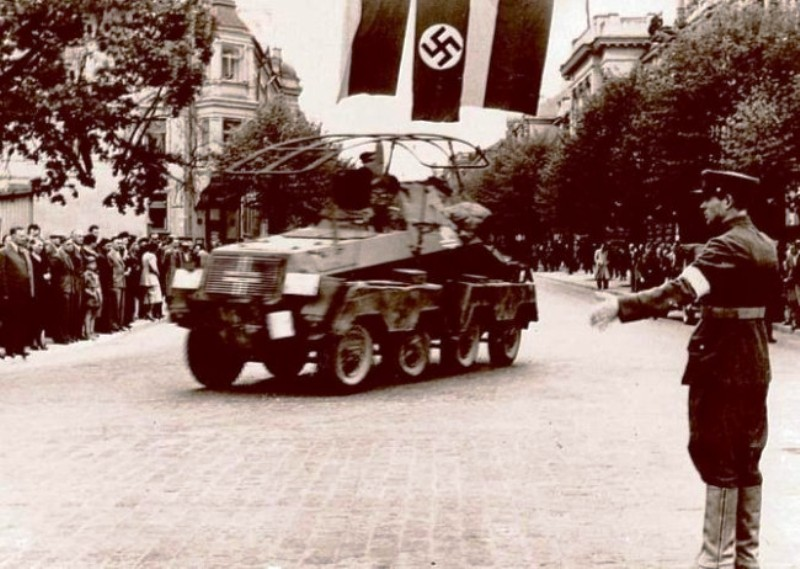
Вступление вермахта в Вильнюс, 1941 год

22 июня 1941 года Германия напала на СССР, одновременно в советском тылу на территории Литовской ССР началось литовское антисоветское Июньское восстание, в 29-м Литовском территориальном стрелковом корпусе Красной армии начались убийства командиров (не литовцев) и массовое дезертирство: около 5тыс. солдат покинули корпус и уже 24 июня начали собираться в Вильнюсе. В Вильнюсе был сформирован литовский Гражданский комитет Вильнюсского уезда и города (лит. Vilniaus miesto ir srities piliečių komitetas) во главе с преподавателем Вильнюсского университета Стасисом Жакявичюсом (лит. Stasys Žakevičius). В Вильнюсском районе Науяместис в честь восстания названа улица Биржялё 23 (Улица 23 июня). Вильнюс уже 24 июня 1941 года был оккупирован немецкой армией. Германские власти распустили Гражданский комитет Вильнюсского уезда и города.
В период германской оккупации на территории Литвы оккупационными властями был образован генеральный округ Литва, столицей которого стал Кауэн-Штадт (нем. Kauen-Stadt, то есть Каунас), а Вильнюс стал Вильнюсским городским округом (нем. Kreisgebiet Wilna-Stadt).
В сентябре 1941 года германскими оккупационными властями было образовано Вильнюсское гетто. За время оккупации жертвами Холокоста стали 95 % представителей еврейской общины города. Начало его истреблению было положено немецкой айнзацкомандой 9, истребившей с 4 по 23 июля 1941 года не менее 5000 евреев в лесу у д. Понары в 8 километрах от города. В 1943 году немецкие власти закрыли Вильнюсский университет.
13 июля 1944 года в результате Вильнюсской операции, после штурма города с 7 по 13 июля, Вильнюс был освобождён от немецких войск армией 3-го Белорусского фронта под командованием И. Д. Черняховского. В боях с частями немецкого гарнизона за освобождение города 7 июля — 14 июля 1944 года также приняли участие 12,5 тысяч бойцов польской Армии Крайовой (операция «Острая брама»; в разных источниках цифра бойцов АК доходит до 15 тысяч). 16 июля польские командиры были приглашены на совещание к генералу Черняховскому и арестованы. В мемориальном ансамбле в память о советских воинах Великой Отечественной войны на Антакальнисе похоронено 2906 советских воинов, погибших при освобождении Вильнюса.

### Послевоенный период
После Второй мировой войны город был отстроен и в нём усилилась этническая, языковая и культурная литуанизация города. На этнический состав города оказало влияние уничтожение германскими оккупационными властями большинства евреев в годы оккупации, а также послевоенная репатриация части польского населения в Польшу. Тем не менее, в отличие от большинства литовских городов, Вильнюс сохраняет свой многонациональный характер — в городе, помимо этнических литовцев, проживают поляки, русские, белорусы, евреи, украинцы. В городе было построено значительное число промышленных предприятий, в первую очередь машиностроительных и металлообрабатывающих. Индустриализация города привела к наплыву населения из Литвы и других республик СССР, численность населения города выросла с 270 тыс. человек в 1941 году до 576 тыс. человек в 1989 году. В 1960-х — 1980-х годах были построены 8 спальных районов. 11 марта 1990 года в Вильнюсе Верховный Совет Литовской ССР подписал акт о восстановлении независимости Литовского государства.

## Население
| Год  | Численность     | Численность   |
| ---- | --------------- | ------------- |
| 1766 | 60 000 ± 10 000 |               |
| 1796 | 17 500 ± 100    |               |
| 1800 | 25 400 ± 100    |               |
| 1811 | 56 000 ± 1000   | [ 42 ]        |
| 1818 | 33 600 ± 100    |               |
| 1822 | 43 900 ± 0      |               |
| 1830 | 42 000 ± 100    |               |
| 1834 | 52 400 ± 100    |               |
| 1836 | 56 100 ± 100    |               |
| 1839 | 54 700 ± 100    |               |
| 1846 | 54 200 ± 100    |               |
| 1852 | 65 400 ± 100    |               |
| 1860 | 60 000 ± 100    |               |
| 1870 | 64 200 ± 100    |               |
| 1875 | 82 700 ± 100    |               |
| 1885 | 102 900 ± 0     |               |
| 1897 | 154 500 ± 100   |               |
| 1909 | 205 000 ± 1000  | [ 42 ]        |
| 1911 | 238 600 ± 100   |               |
| 1916 | 140 800 ± 100   |               |
| 1919 | 128 500 ± 100   |               |
| 1923 | 167 400 ± 100   |               |
| 1931 | 195 100 ± 100   |               |
| 1939 | 209 400 ± 100   |               |
| 1941 | 270 000 ± 100   |               |
| 1944 | 110 000 ± 100   |               |
| 1959 | 236 100 ± 100   |               |
| 1970 | 372 100 ± 100   |               |
| 1979 | 481 000 ± 100   |               |
| 1985 | 544 400 ± 100   |               |
| 1989 | 576 700 ± 100   |               |
| 1990 | 597 000 ± 100   |               |
| 1992 | 644 600 ± 100   |               |
| 2001 | 542 619         | [ 43 ]        |
| 2002 | 550 924         |               |
| 2003 | 538 518         | [ 43 ]        |
| 2004 | 536 944         | [ 43 ]        |
| 2005 | 534 907         | [ 43 ]        |
| 2006 | 542 525         |               |
| 2007 | 530 026         | [ 43 ]        |
| 2008 | 541 596         |               |
| 2009 | 531 411         | [ 43 ]        |
| 2010 | 543 191         |               |
| 2011 | 536 127         |               |
| 2012 | 533 279         |               |
| 2013 | 537 152         |               |
| 2014 | 529 022         | [ 43 ]        |
| 2015 | 531 910         | [ 43 ]        |
| 2016 | 532 762         | [ 44 ] [ 43 ] |
| 2017 | 534 453         | [ 45 ]        |
| 2018 | 536 631         | [ 43 ]        |
| 2019 | 541 212         | [ 43 ]        |
| 2020 | 550 834         | [ 43 ]        |
| 2021 | 546 155         | [ 43 ]        |
| 2022 | 552 787         | [ 43 ]        |
| 2023 | 581 475         | [ 43 ]        |

Постоянное население города — 607 667 человек (на 2025 год), или около 22 % населения страны. В поликлиниках города по фактическому месту жительства зарегистрировано 732 421 человек.
Каждый год Вильнюс прирастает в среднем на 10 тыс. жителей, в основном за счёт остающихся в городе и после завершения учёбы выпускников высших учебных заведений.
Город издавна отличался многонациональным населением. Так, по данным всероссийской переписи 1897 года, среди 154 532 жителей насчитывалось 61 847 (40,0 %) евреев, 47 795 (30,9 %) поляков, 30 967 (20,1 %) русских, 6514 (4,2 %) белорусов, 3238 (2,1 %) литовцев, 4171 (2,7 %) — других национальностей.
По данным всеобщей переписи населения 2001 года, из 542 287 жителей 57,8 % — литовцы, 18,7 % — поляки, 13,9 % — русские, 3,9 % — белорусы, 1,3 % — украинцы, 0,5 % — евреи и 3,9 % представителей других национальностей.
По данным всеобщей переписи населения 2011 года, из 543 071 жителей 63,6 % — литовцы, 16,5 % — поляки, 12 % — русские, 3,5 % — белорусы, 4,4 % представителей других национальностей.
По данным всеобщей переписи населения 2021 года, из 556 490 жителей Вильнюса 373 513 чел. (67,1 %) — этнические литовцы, 85 436 чел. (15,4 %) — поляки, 53 887 чел. (9,7 %) — русские, 15 156 чел. (2,7 %) — белорусы, 4 687 чел. (0,8 %) — украинцы, 5 705 чел. (1,0 %) — другие, 18 112 чел. (3,3 %) — нет данных.
В городе широко распространены литовский, русский и польский языки, многие жители также знают английский.
Население Вильнюса по вероисповеданию: 66 % — католиков, 9,7 % — православных, 1,2 % — старообрядцев, лютеран и евангелистов-реформатов — по 0,2 %, мусульман-суннитов, христиан Церкви всего Евангелия и свидетелей Иеговы — по 0,1 %, последователей других религий — 0,6 %.

## Власть
Управление городом находится в ведении Совета Вильнюсского городского самоуправления, состоящего из 51 члена. Он избирается на 4 года по спискам кандидатов зарегистрированных партий Литовской Республики. В первые два месяца своей работы городской Совет должен выбрать мэра города, назначить заместителей мэра и директора администрации самоуправления, образовать комитеты и коллегию Совета.
С 2015 по 2023 года мэром города был Ремигиюс Шимашюс, бывший министр юстиции Литвы.
19 марта 2023 года был проведён второй тур выборов в городские органы власти, по результатам которых новым мэром Вильнюса стал кандидат от партии «Союз Отечества — Литовские христианские демократы» Валдас Бенкунскас.

### Территориальное деление
Территория городского самоуправления разделено на 21 староство (seniūnija), территории которых отчасти соответствуют исторически сложившимся частям города, его предместьям и районам новых застроек.

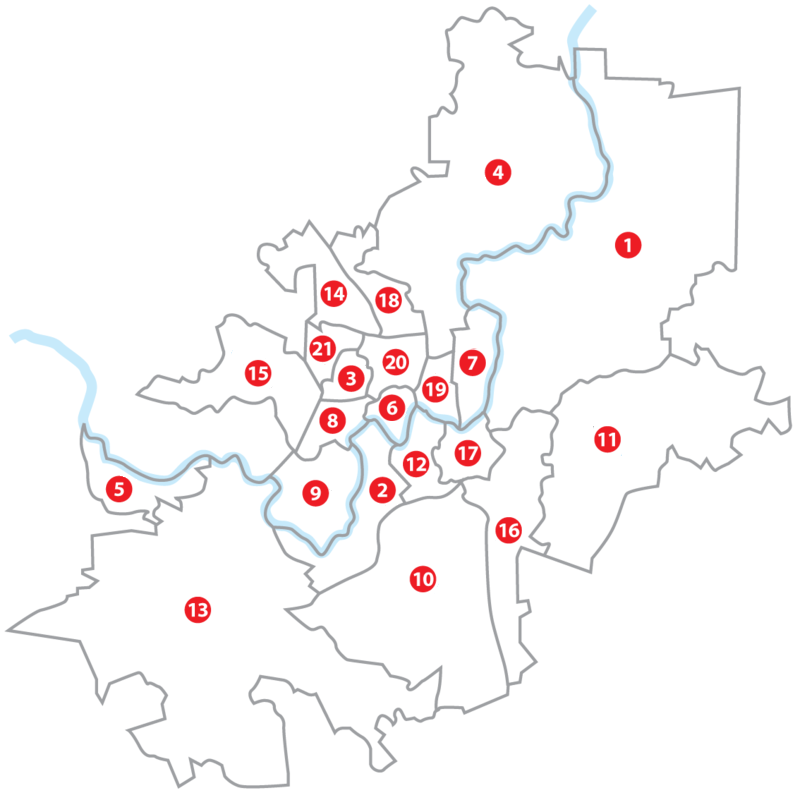

| 1. Антакальнис 2. Вилкпеде 3. Виршулишкес 4. Вяркяй 5. Григишкес 6. Жверинас 7. Жирмунай 8. Каролинишкес 9. Лаздинай 10. Науйининкай 11. Науйойи-Вильня 12. Науяместис (Новый город) 13. Панеряй 14. Пашилайчяй 15. Пилайте 16. Расос 17. Сянаместис 18. Фабийонишкес 19. Шнипишкес 20. Шяшкине 21. Юстинишкес |

### Главы
- Бабич, Яков
- Венславский, Михаил Антонович с 1905 по 1916
- Паксас, Роландас 1997—1999
- Паксас, Роландас в апреле-октябре 2000 года
- Зуокас, Артурас (2000—2003, 2003—2007)
- Имбрасас, Юозас с 2007 года по 11 февраля 2009 года.
- Навицкас, Вилюс с февраля 2009 года до 15 декабря 2010 года.
- Зуокас, Артурас с 2011 по 2015 г.
- Шимашюс, Ремигиюс с 2015 года

## Экономика

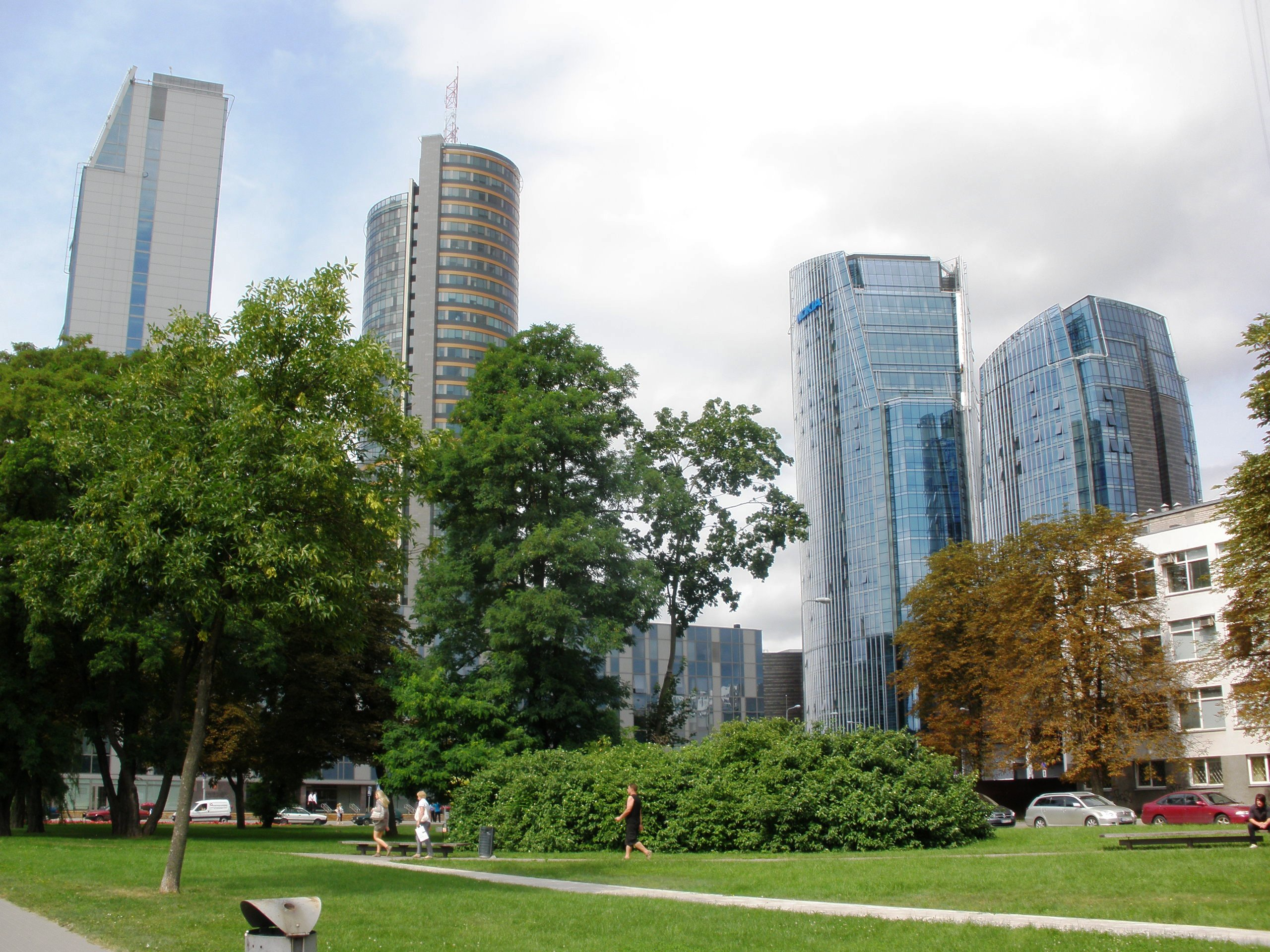
Деловой район Вильнюса

Вильнюс — главный транспортный, финансовый, торговый и экономический центр Литвы с развитой сферой розничной торговли и услуг. Валовый региональный продукт города составляет 25 % ВВП страны (2011), налоговые отчисления составляют 22 % бюджета страны, хотя численность населения столицы составляет только 15 % населения Литвы.
Основная масса рабочих мест (72 %) относится к сфере обслуживания, в промышленности работают 20 % всех трудящихся, в строительстве — 7,4 %, в сельском и лесном хозяйстве — 0,5 %.
Важной отраслью экономики города является туризм — за год Вильнюс посещают 1—1,5 млн туристов, в основном из Беларуси (19 %), России (15 %), Польши (12 %).
Столица привлекает иностранных гостей не только своей исторической архитектурой, но и современными торгово-развлекательными центрами, бутиками известных брендов, магазинчиками сувениров, ресторанами, казино. Услуги проживания предоставляют 59 классифицированных гостиниц, 15 хостелов, 6 мотелей, с общим количеством мест 8335.
Благодаря постоянному притоку туристов, в Вильнюсе много предприятий розничной торговли. Наиболее крупными центрами шопинга (в том числе и для гостей из соседней Беларуси) являются «Akropolis», «Panorama», «Ozas», расположенные в спальных районах и «Europa», Центральный универсальный магазин (ЦУМ, CUP), «Gedimino 9», расположенные в центре.
В Вильнюсе действуют сети продовольственных супермаркетов «Maxima», «Rimi», «IKI», «Norfa» и др., сети по продаже бытовой техники «Topo centras», «ElektroMarkt», Senukai.
К области торговли относится и вещевой оптово-розничный рынок Гарюнай, расположенный на западной окраине города, возле начала Каунасского шоссе. Он занимает площадь 32,5 гектара, и там торгуют около 10 тыс. мелких предпринимателей.
В городе действует Вильнюсская фондовая биржа и расположены 7 имеющих лицензию коммерческих банков:
Luminor,
Swedbank,
SEB,
Šiaulių bankas,
Medicinos bankas,
«Citadele»,
«Finasta»,
10 филиалов иностранных банков и другие кредитно-финансовые учреждения.

### Промышленность
В Вильнюсе зарегистрировано 50 тыс. предприятий (четверть всех предприятий страны).
К наиболее развитым секторам промышленности города относятся (2008) электротехника (электродвигатели и электрооборудование), лёгкая промышленность (текстиль, кожа, одежда, обувь), пищевая, химическая и фармацевтическая, деревообрабатывающая и мебельная, производство строительных материалов, также машиностроение[уточнить].
К крупнейшим относятся
«Вильняус пяргале» (кондитерские изделия),
«Вильняус вингис» (электротехника),
«Дварчёню керамика» (керамика),
«Лелия» (Lelija, готовая одежда),
«Аудеяс» (Audėjas, текстиль),
«Вильняус балдай» (мебель),
«Григишкес» (бумага),
«Siccor Biotech» (фармацевтическая продукция),
«Ферментас» (производство энзимов).
В советское время в Вильнюсе работали крупные станкостроительные заводы (такие, как «Жальгирис» (Н. Вильня, с 1948 г., «Завод имени 40-летия Октября» (Н. Вильня, с 1957 г.), Вильнюсский завод шлифовальных станков «Коммунарас», Вильнюсский завод сверл (был самый большой завод по производству сверл в Европе)) и приборостроительные заводы («Сигма» (Sigma), «Вильма» (Vilma), ВЗРИП), а также крупный (7 тыс. работников) Вильнюсский завод топливной аппаратуры (Kuro aparatura), ныне прекратившие существование.
Продолжает выпускать продукцию построенный в 1949 году Вильнюсский завод электроизмерительной техники, теперь реорганизованный в ЗАО «Vilskaitas».

## Транспорт

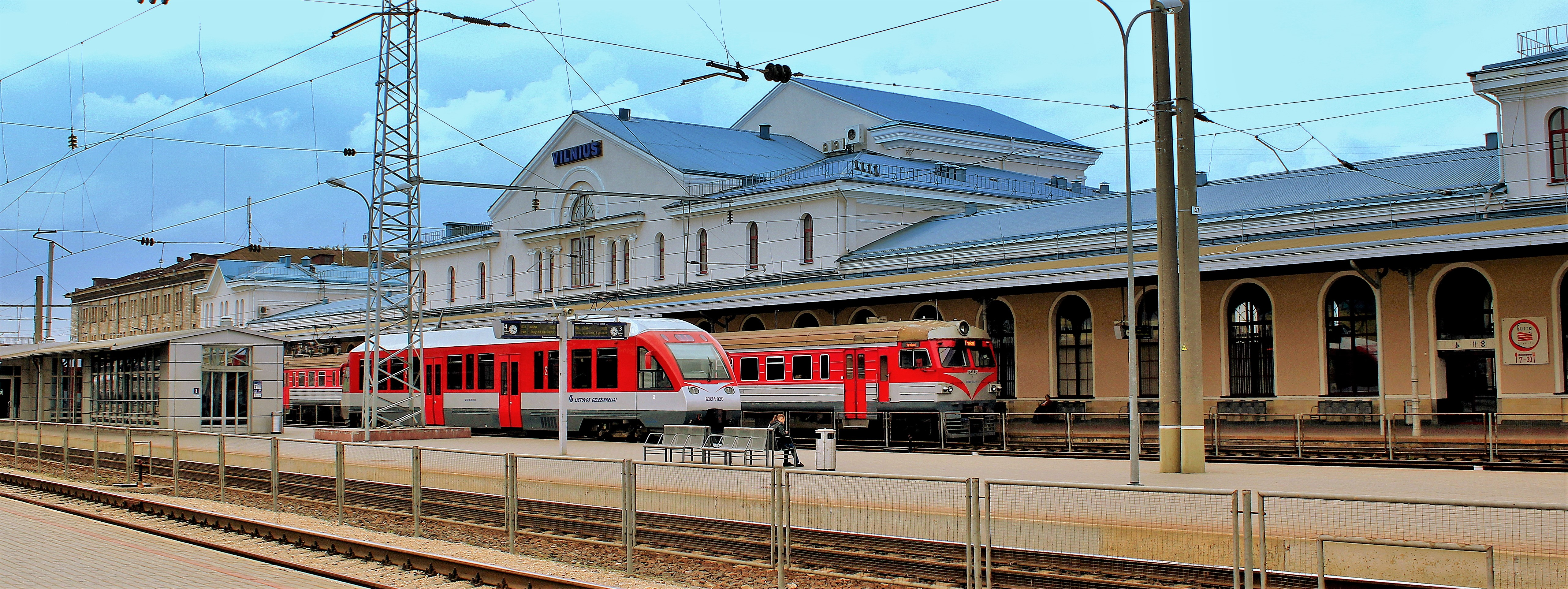
Вокзал станции Вильнюс

Через Вильнюс проходят пересекающие Литву европейские магистрали Е28 (Берлин — Гданьск — Калининград — Кибартай — Мариямполе — Вильнюс — Минск), Е85 (Клайпеда — Каунас — Вильнюс — Лида — Черновцы — Бухарест — Александруполис), Е272 (Клайпеда — Паланга — Шяуляй — Панявежис — Укмярге — Вильнюс). Из Вильнюса ведут автострады Вильнюс—Каунас—Клайпеда и Вильнюс—Паневежис (далее Рига) с выездом на международную автомагистраль «Via Baltica».
Вильнюсский международный аэропорт обслуживает международные полёты по основным европейским направлениям.
Железнодорожная станция Вильнюс — узел нескольких железнодорожных линий. Рядом с ж/д вокзалом находится автобусная станция.
Вильнюс имеет регулярное автобусное сообщение с городами Беларуси. Ежедневно до Вильнюса можно добраться автобусом Гродно — Вильнюс либо Лида — Вильнюс.
Особенности рельефа и застройки не позволили ввести трамвай, функции которого с конца XIX века выполняла конка. Действует разветвлённая сеть автобусных (с 1926 года) и троллейбусных (с 1956 года) маршрутов. В городе один автобусный и два троллейбусных парка. Троллейбусы и автобусы курсируют с 5 часов утра примерно до полуночи.
Одноразовый билет на проезд в общественном транспорте, покупаемый у водителей автобусов и троллейбусов стоит один евро . С августа 2008 года действуют электронный билет на 1, 3, 10 суток, месяц. С января 2013 оплата за проезд перешла, вместо бумажных, на электронные билеты на 30 и 60 минут, а также на 1, 3, 10, 30, 90, 180 и 270 дней (т. н. «Карточка вильнюсца» лит. Vilniečio kortelė). Транспорт также можно оплатить при помощи мобильного приложения m.Ticket.
С 2007 года велись дискуссии о выборе дальнейшего пути развития общественного транспорта в городе (первоначально — скоростной трамвай); в 2008 стала прорабатываться альтернатива — скоростной трамвай или же метро. В конце 2011 года было принято окончательное решение в пользу скоростного трамвая (как более дешёвого и более соответствующего городским пассажиропотокам), с намерением построить две линии: «Вокзал — Сантаришкес» и «Лаздинай — Науяместис — Центр — Юстинишкес». Однако, в 2012 году Вильнюсский горсовет решил, что оптимальным решением будет внедрение т. н. «скорых автобусов», вместимостью 175 пасс.
После реформы общественного транспорта, с 1 июля 2013 года введены «скорые автобусы», а многочисленные частные маршрутки исчезли с улиц города.
С 15 июля 2013 года запущена городская сеть проката велосипедов «Cyclocity Vilnius».
С 2003 года в Вильнюсе начал работать фуникулёр, на котором можно подняться от подножья Замковой горы до её вершины, где находится башня Гедимина.
Активное судоходство по реке Нярис в настоящее время не ведётся, однако в 1960—1980-х годах по ней совершали рейсы в пределах города прогулочно-экскурсионные теплоходы типа «Москвич» (с 2006 года один из них, «Рига», возобновил курсирование по ограниченному маршруту).

## Коммунальная инфраструктура
Вильнюс — единственная столица в Европе со 100 % снабжением питьевой водой из подземных источников.
Согласно переписи Литвы 2011 года, 97,7 % жителей города подключено к централизованной системе канализации и водопровода; имеющих доступ к централизованной системе слива воды — 95,1 %. По данным предприятия «Вильняус ванденис» за 2012 год, в городе имелось 550 колонок с водой (большинство — в Науйининкай, Ново-Вильне, Шнипишкес). 
С декабря 2011 года решением самоуправления Вильнюса в городе введён запрет на сбор частными лицами милостыни (попрошайничество), подаяний и т. п., кроме мест у молельных домов, храмов, монастырей, в ходе религиозных обрядов и культовых церемоний, проведение которых разрешила мэрия.

## Спорт
Крупнейшим стадионом Вильнюса на 2016 год является «стадион LFF» (лит. LFF stadionas) вместимостью 5067 зрителей (бывший стадион «Ветры», ещё ранее, в советское время, назывался «Локомотив», поскольку принадлежал железнодорожникам).
В советское время крупнейшим стадионом Вильнюса был построенный в 1950 году стадион «Жальгирис» (вместимость, по различным данным, от 18 до 20 тыс. зрителей, ныне снесён).
В районе Шяшкине около торгового центра «Акрополис» расположен недостроенный «Национальный стадион», строительство которого было заморожено в конце 1980-х годов. Национальная сборная по футболу проводит домашние матчи на «стадионе LFF», либо на стадионе С. Дарюса и С. Гиренаса (Каунас).
Крупнейшей крытой площадкой Вильнюса является Арена Siemens. Вторая по размеру — арена Утенос (бывш. Ледовая арена). Бывший долгое время крупнейшей крытой универсальной ареной города Дворец концертов и спорта законсервирован и в настоящее время не эксплуатируется.
Крупнейший плавательный бассейн города — 50-метровый Лаздинайский бассейн по ул. Эрфурто, 13, построенный в 1980 году, был снесён мэром города Вильнюс Р. Шимашюсом.
Действует Вильнюсский лыжный центр на ул. Лепкальнё (на Липовке). Зимой (не каждый год) заливается открытый каток в центре города, на пр. Гедимино.

## Образование и наука

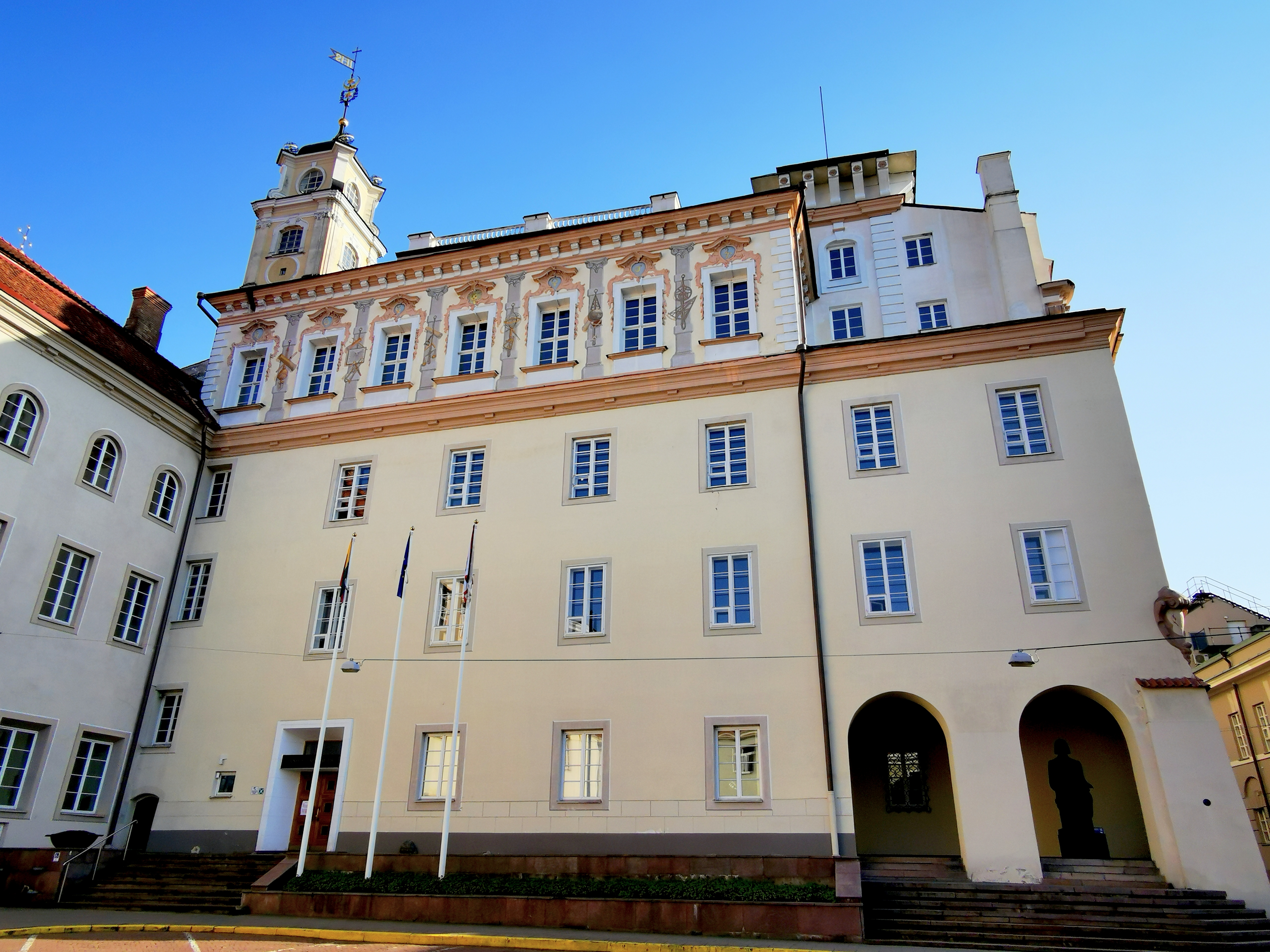
Вильнюсский университет

Старейшее и крупнейшее высшее учебное заведение — Вильнюсский университет (свыше 22 тысяч студентов; 2009). Бывший Вильнюсский инженерно-строительный институт преобразован в 1990 году в Вильнюсский технический университет и с 1996 года носит имя Гедимина (около 13,5 тыс. студентов). В 1993 году в ВТУ был открыт на правах факультета Институт авиации. В Литовском университете образовательных наук (бывшем Вильнюсском педагогическом институте) насчитывается около 12,5 тыс. студентов. В основанном в 2004 году Университете имени Миколаса Ромериса обучается 21 тысяча студентов. В Вильнюсе имеются также Военная академия имени генерала Йонаса Жямайтиса, Вильнюсская художественная академия (бывший Вильнюсский художественный институт), Литовская академия музыки и театра и несколько частных высших учебных заведений, среди них Европейский гуманитарный университет, начинавший работу в Минске, в 2004 году вынужденный прекратить работу в Беларуси и продолживший работу в Вильнюсе. Помимо высших учебных заведений университетского типа, обучение ведётся в Вильнюсской коллегии (бывший Вильнюсский политехникум) и других коллегиях.
Вступительные экзамены в вузы и порядок их проведения в настоящее время организует «Ассоциация приёма в высшие учебные заведения Литвы». При поступлении на абсолютное большинство специальностей вступительными экзаменами считаются государственные экзамены, которые абитуриенты сдают в последний год обучения в средних школах, гимназиях и вильнюсском лицее. Специальные экзамены для поступления на музыкальные и художественные специальности сдаются тоже в централизованном порядке, так как отбор и зачисление на сходные специальности как в государственных, так и в частных вузах всей Литвы определяет единый общегосударственный конкурс.
Действует несколько десятков государственных гимназий и средних школ, а также один лицей (до начала 1990-х имели цифровую нумерацию, впоследствии им были присвоены имена собственные) с обучением на литовском, русском, польском языках и несколько смешанных школ; помимо того, в средней школе имени Франциска Скорины преподавание ведётся на белорусском языке, в средней школе имени Шолом-Алейхема преподавание ведётся на идише, иврите, литовском и русском языках. Количество школ в последние годы сокращается.
В Вильнюсе располагаются также Академия наук Литвы, крупнейшие научные институты, исследовательские центры, астрономическая обсерватория.

## Культура
В Вильнюсе насчитывается около шестидесяти разнообразных национальных, городских, ведомственных и специализированных музеев (Музей Банка Литвы, Таможенный музей, Музей пограничников, Музей жертв геноцида (Музей КГБ) и др.). В 2009 году вместе с австрийским Линцем он носил звание европейской культурной столицы. Богатством собраний и расположением выделяются:
- Литовский художественный музей, в состав которого входят Вильнюсская картинная галерея в бывшем дворце Ходкевичей; Галерея зарубежного искусства во Дворце Радзивиллов; Музей прикладного искусства в Старом Арсенале — части Нижнего Замка; Национальная художественная галерея и ряд филиалов
- Национальный музей Литвы, действовавший как Историко-этнографический музей; переименован в 1992 году; филиалы: Новый Арсенал; Старый Арсенал; Башня замка Гедимина; Дом-музей Казиса Варнялиса, художника и коллекционера; Дом сигнатариев с мемориальной комнатой Йонаса Басанавичюса
- Государственный еврейский музей Виленского Гаона с экспозициями, размещёнными в четырёх различных зданиях
- Музей театра, музыки и кино в малом дворце Радзивиллов, в котором в 1795—1810 годах действовал первый публичный театр
- Музеи Вильнюсского университета: Музей науки Вильнюсского университета, Музей Адама Мицкевича в здании, где в 1822 году жил Адам Мицкевич, и другие;
- Литературный музей А. С. Пушкина в бывшей усадьбе сына поэта Г. А. Пушкина
- Дом-музей семьи Венцловы и другие мемориальные музеи.

В городе имеется Планетарий. Крупнейшими библиотеками являются Национальная библиотека Литвы, Библиотека Вильнюсского университета, Библиотека Академии наук Литвы имени Врублевских. В Вильнюсе находится Национальная филармония Литвы, несколько театров и домов культуры.
Театры

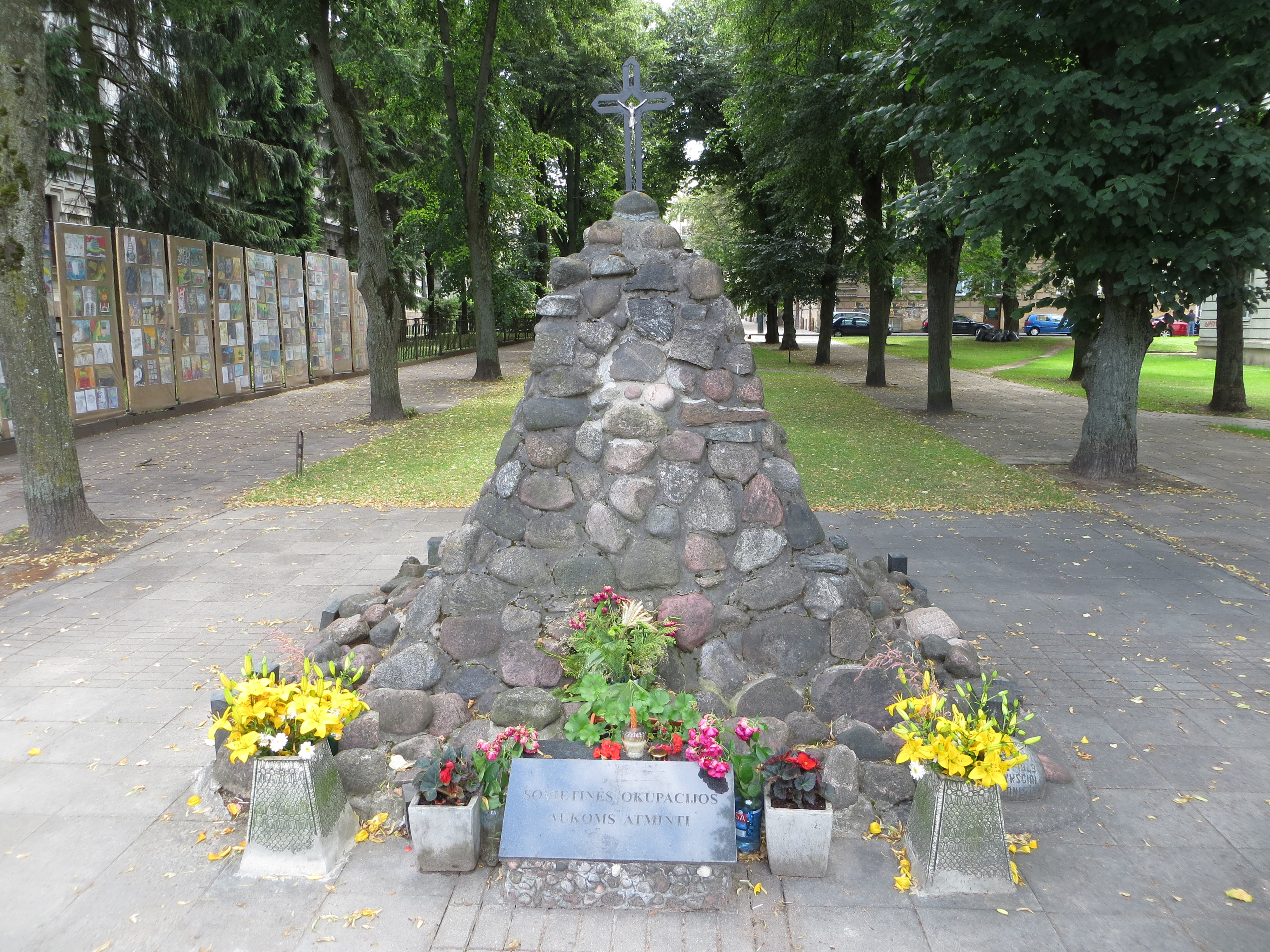
Памятник жертвам советской оккупации

- Национальный театр оперы и балета Литвы
- Национальный драматический театр Литвы
- Государственный молодёжный театр Литвы
- Русский драматический театр Литвы
- Вильнюсский малый театр
- Вильнюсский детский театр «Леле»
- Театр Оскараса Коршуноваса

Музыкальные коллективы
- Вильнюсский русский фольклорный ансамбль Аринушка

## Архитектура

### Культовые сооружения

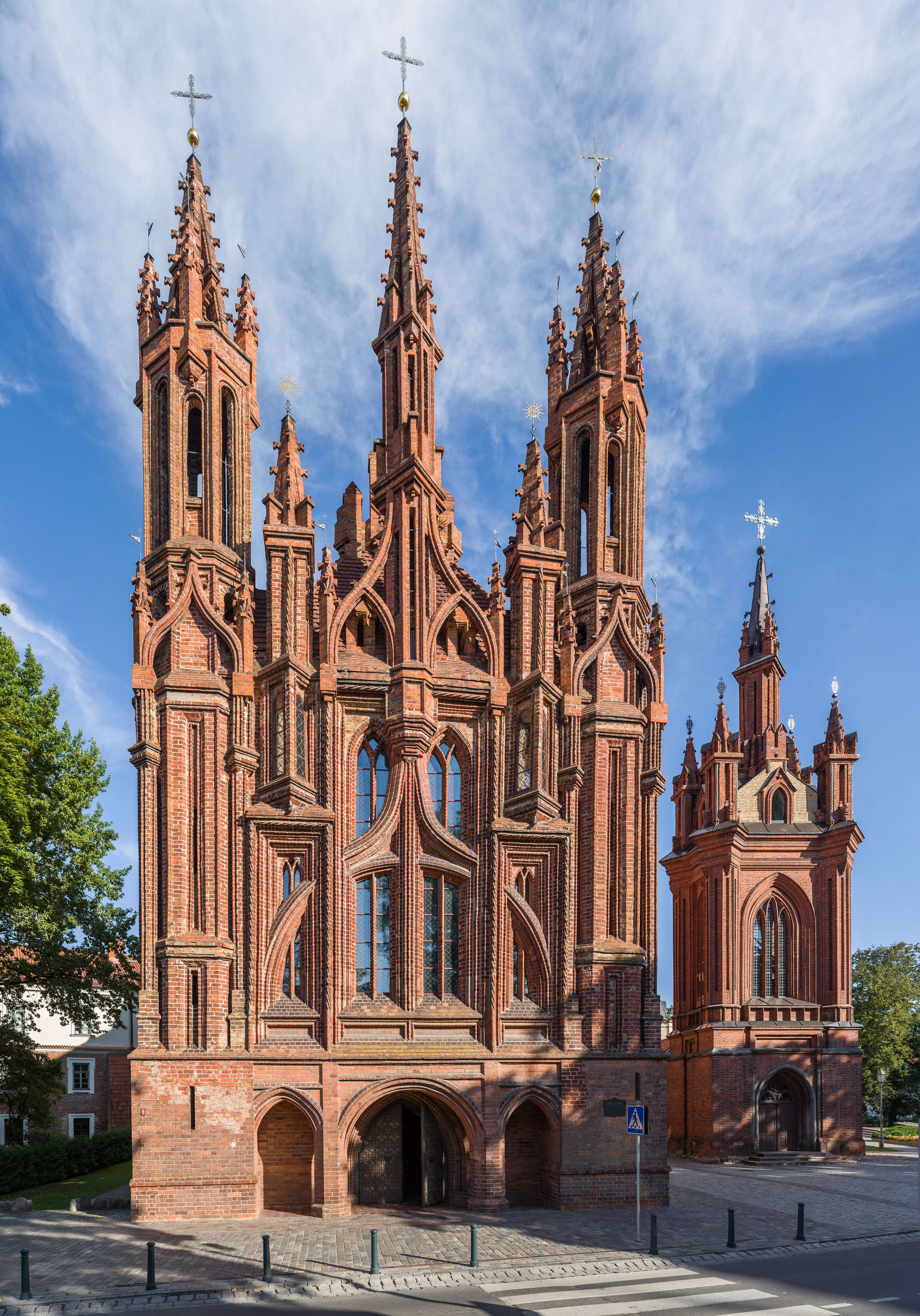
Храм Святой Анны

В Вильнюсе открыто несколько десятков старинных и вновь сооружённых храмов и часовен различных конфессий, действует несколько католических и православный (мужской и женский) монастыри. Вильнюс является центром римско-католического архиепископства и православной Литовской епархии. Старообрядческая община Вильнюса, существующая с первой четверти XIX века — одна из самых крупных в балтийских странах. Несколько десятков римско-католических костёлов, православных церквей, греко-католический и протестантские храмы придают городу неповторимый облик и свидетельствуют о религиозной терпимости. До Второй мировой войны город являлся крупным еврейским культурным и религиозным центром, известным как «Северный Иерусалим».
Многие старинные католические и православные храмы и монастыри представляют собой памятники истории и культуры, их здания являются выдающимися памятниками архитектуры различных стилей и объектами посещения туристов. К важнейшим относятся католический Архикафедральный собор Святого Станислава и Святого Казимира; костёл Святой Анны (XVI век; поздняя готика); костёл Святых Петра и Павла (1668—1676; «жемчужина барокко»); Остробрамская часовня с чудотворным образом Матери Божией и Святой Терезы (1635—1650; барокко); костёл Святых Иоаннов (1388, реконструкция И. К. Глаубица в стиле барокко); костёл Святого Франциска («бернардинский»; XVI век; готика, ренессанс); костёл Святого Николая (1320—1387, готика; древнейший из сохранившихся католических храмов в Литве); иезуитский костёл Святого Казимира (1604—1616; первый барочный храм в Вильнюсе; в 1840—1915 был православным кафедральным собором Святого Николая); костёл Святого Духа и доминиканский монастырь (вторая половина XVIII век; позднее барокко, интерьер рококо); костёл Святого Михаила, заложенный Львом Сапегой (1594; ренессанс, фасад барокко); костёл Святой Екатерины (1622, реконструкция И. К. Глаубица в 1741—1773 годах; барокко, рококо); костёл Вознесения Господня и монастырь миссионеров (1695—1730, рококо); костёл Всех Святых (XVII—XVIII вв., раннее барокко); костёл Святого Креста (бонифратров, с 1635 года на месте прежнего); греко-католическая церковь Святой Троицы и базилианский монастырь (XVI век); Пречистенский кафедральный собор (XIV век; восстановлен в 1865—1868); Церковь Святой Параскевы Пятницы (XIV век; заново отстроена в 1864 году); Церковь Святителя и чудотворца Николая (c XIV века; каменное здание заложено Константином Острожским в 1514 году); Соборная церковь Свято-Духова монастыря с мощами святых виленских мучеников Антония, Иоанна и Евстафия (1597); Хоральная синагога (1903); караимская кенасса (1913).

### Старый город
Главная достопримечательность Вильнюса — Старый город и его холмы, улицы и здания с многочисленными памятниками и мемориальными таблицами. Его самый крупный и сложный архитектурный ансамбль — комплекс Вильнюсского университета. Это один из немногих университетов Европы, до сих пор использующих по назначению здания, в которых он и был основан в последнюю четверть XVI века. Ансамбль Вильнюсского университета занимает квартал Старого города между улицами Пилес, Швянто Йоно, Университето, Скапо; формировался начиная с 1570 года и состоит из 13 зданий в несколько корпусов, включая костёл Святых Иоаннов и колокольню, и 13 двориков.
В историческом центре города расположена Замковая гора, увенчанная башней Гедимина. Башня осталась от укреплений Верхнего замка и считается символом города. В 1960 году в башне оборудована экспозиция, посвящённая истории города. На крыше устроена обзорная площадка, с которой открывается панорама Старого города и долины реки Вилии.
С Замковой горой соседствуют гора Трёх крестов (в старину Лысая или Кривая). На горе в 1916 году были установлены три белых бетонных креста по проекту архитектора Антония Вивульского; взорваны в 1951 году и восстановлены в 1989 году. На горе Бекеша за горой Трёх крестов похоронен в 1580 году венгерский полководец Каспар Бекеш (сподвижник Стефана Батория).
У подножья Замковой горы расположена Кафедральная площадь с памятником князю Гедимину, Кафедральным собором Святого Станислава и Святого Владислава и колокольней. Старинные улицы Пилес (Замковая) и Диджёйи (Большая) ведут от Кафедральной площади к Ратушной площади. На ней расположена Ратуша в стиле классицизма. От Ратуши улица Аушрос варту ведёт к сохранившимся старинным городским воротам Острой браме с часовней и чудотворной иконой Остробрамской Божьей Матери.
Среди других достопримечательностей: Президентский дворец — бывший епископский дворец (XVI—XVIII), перестроенный в 1824—1832 годах в стиле ампир и служивший резиденцией виленских генерал-губернаторов; кладбище Расу с могилами выдающихся деятелей польской, литовской, белорусской культуры; Бернардинское кладбище (с 1810) на Ужуписе; памятники и прочие монументальные произведения (см. Памятники Вильнюса).

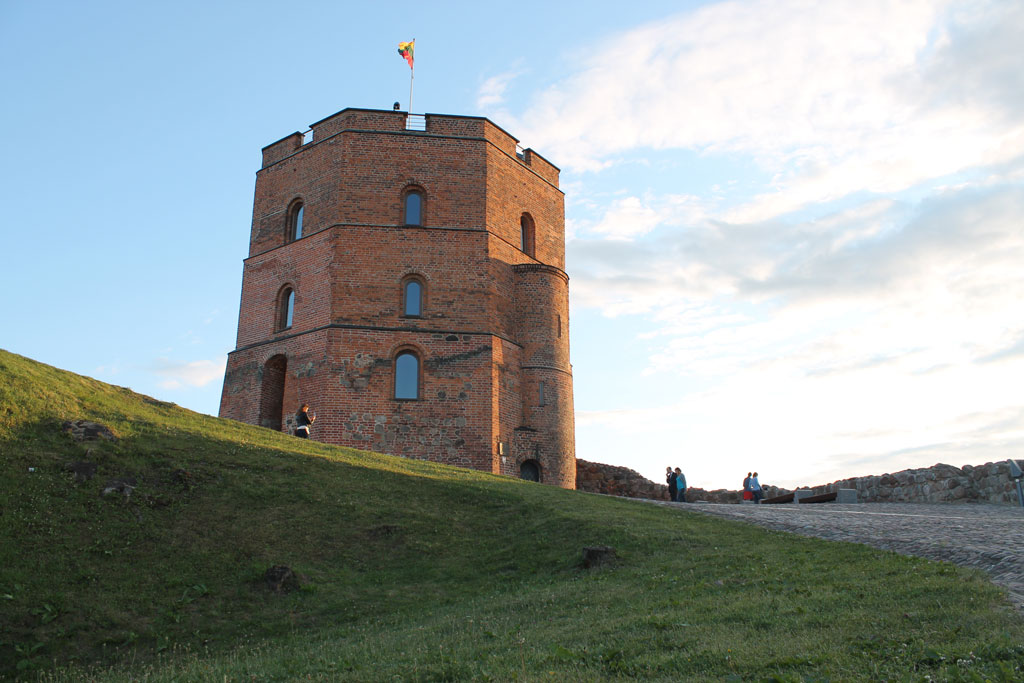
Башня Гедимина
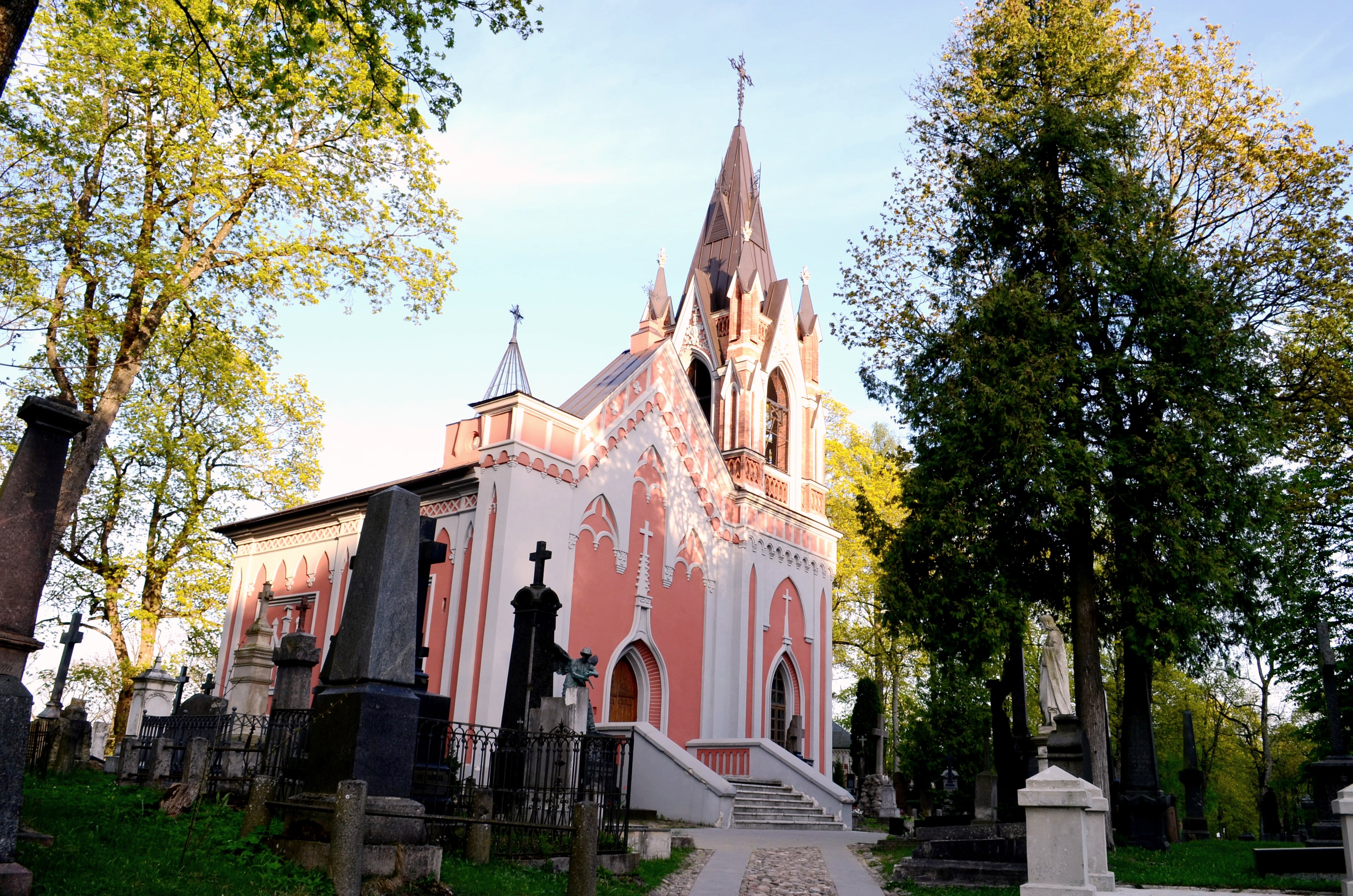
Кладбище Расу
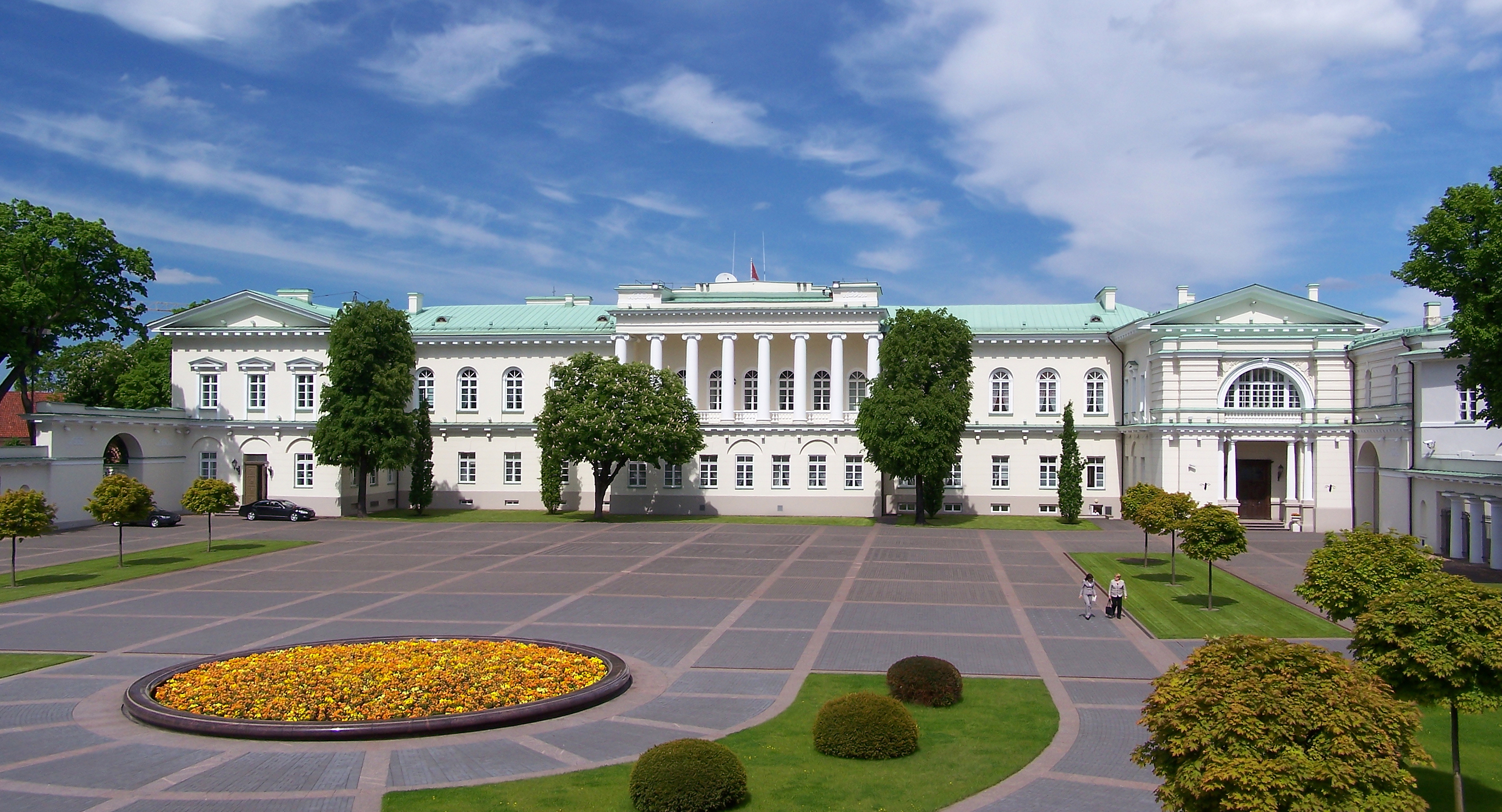
Президентский дворец
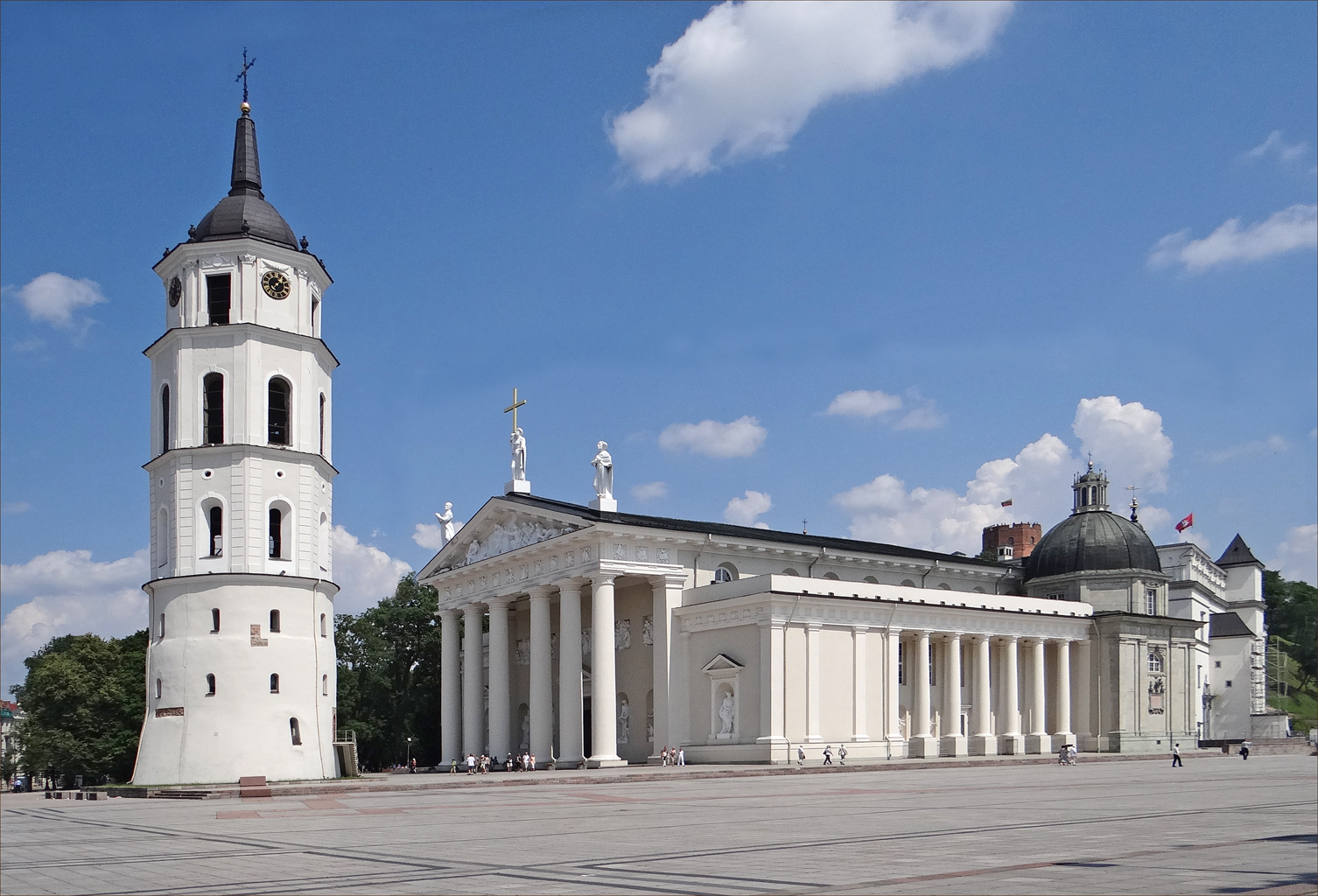
Кафедральный собор Святых Станислава и Владислава.

## Международные отношения
Вильнюс поддерживает отношения с Союзом балтийских городов, Eurocities и другими международными организациями, а также с 31 городом мира, Брюссельским столичным регионом и советом Стокгольмского лена.
С 2016 года в Вильнюсе дважды в год проходят конференции российской оппозиции — Форум свободной России.
В 2023 году в Вильнюсе впервые прошёл саммит НАТО.

### Города-побратимы
- Алма-Ата, Казахстан (3 марта 1998)[82][83]
- Астана, Казахстан[82]
- Белая Церковь, Украина (13 сентября 2011)[84][85]
- Белград, Сербия (30 сентября 2010)[85]
- Бородянка, Украина (22 марта 2023)[85]
- Братислава, Словакия
- Брюссель, Бельгия (23 ноября 2004)[82][85]
- Будапешт, Венгрия (29 июня 1991)[82][85]
- Валлетта, Мальта
- Варшава, Польша (1 апреля 1998)[82][85]
- Вийёрбан, Франция (6 сентября 2011)[85]
- Вроцлав, Польша (4 сентября 2014)[86][85]
- Гданьск, Польша (27 августа 1998)[87][82][…]
- Гуанчжоу, Китай (12 октября 2006)[82][85]
- Днепр, Украина (29 сентября 1998)[82][85][…]
- Донецк, Украина (26 ноября 1996)[82][85]
- Дублин, Ирландия (7 апреля 2005)[85]
- Дуйсбург, Германия (10 октября 1985)[82][88][…]
- Зальцбург, Австрия (1 февраля 1991)[82][89][…]
- Йоэнсуу, Финляндия (21 июля 1970)[82][90][…]
- Калининград, Россия (2000)[91][92]
- Киев, Украина (20 июня 1991)[93][82][…]
- Кишинёв, Молдова (4 апреля 2012)[82][85][…]
- Краков, Польша (8 февраля 1991)[82][94][…]
- Лодзь, Польша (22 января 1991)[82][95][…]
- Львов, Украина (7 марта 2014)[85][96][…]
- Люблин, Польша (4 февраля 2019)[85][97][…]
- Любляна, Словения
- Мадисон, США (17 октября 1989)[82][85]
- Мариуполь, Украина (2023)[85]
- Милан, Италия (14 марта 2004)[85]
- Минск, Беларусь[82]
- Москва, Россия[82]
- Нижний Новгород, Россия
- Никосия, Кипр
- Ольборг, Дания (1979)[82][98][…]
- Осло, Норвегия (февраль 1991)[82][85]
- Павия, Италия[82][99]
- Палермо, Италия
- Патры, Греция[100]
- Пирей, Греция (1997)[82]
- Прага, Чехия
- Рейкьявик, Исландия (19 августа 2006)[82][85][…]
- Рига, Латвия (18 февраля 2005)[82][85][…]
- Сан-Мартин[вд], Аргентина (12 апреля 2011)[85]
- Санкт-Петербург, Россия (2006)[82][101][…]
- Стамбул, Турция
- Стокгольм, Швеция (10 июня 1996)[82][85]
- Страсбург, Франция (14 мая 2003)[82][85]
- Тайбэй, Тайвань (29 мая 1998)[82][102][…]
- Таллин, Эстония (18 февраля 2005)[82][103][…]
- Тбилиси, Грузия (19 июня 2009)[82][104][…]
- Тирана, Албания[105]
- Торонто, Канада
- Торунь, Польша (2016)[106]
- Херсон, Украина (4 апреля 2012)[85]
- Чикаго, США (21 июля 1993)[82][107][…]
- Шэньчжэнь, Китай (16 июня 2017)[85][108][…]
- Эдинбург, Великобритания (1994)[82][109]
- Эрфурт, Германия (11 апреля 1972)[82][110][…]

#### Бывшие города-побратимы
Из-за вторжения России на Украину Вильнюс приостановил сотрудничество с российскими и белорусскими городами.